# Đại học Virginia
Đại học Virginia (tiếng Anh: University of Virginia; gọi tắt: U.Va hoặc UVA) là một trường đại học nghiên cứu công lập tại Charlottesville, Virginia, Hoa Kỳ. Trường được Thomas Jefferson thành lập vào năm 1819. Ngôi trường nằm trong khu vực Làng Đại học được công nhận là một Di sản Thế giới. Đại học Virginia là một trong các trường thuộc nhóm Public Ivy, một nhóm các trường công lập với chương trình giáo dục tương tự như các trường tư thục hàng đầu của nhóm Ivy League.
Hội đồng quản trị ban đầu của Đại học Virginia gồm 3 Tổng thống Hoa Kỳ: Thomas Jefferson, James Madison, và James Monroe. Jefferson và Madison là hai Chủ tịch Hội đồng Quản trị đầu tiên của trường và cũng góp phần quan trọng trong việc hình thành ngôi trường. Jefferson là người tạo nên những khóa học đầu tiên và thiết kế kiến trúc cho cả ngôi trường. Bên trong khuôn viên chính với nhiều giá trị lịch sử rộng 1.135 mẫu Anh, Đại học Virgnia gồm có 8 trường đào tạo bậc đại học và 3 trường đào tạo chuyên nghiệp bao gồm: Trường Luật, Trường Kinh doanh Darden, và Trường Y. Đại học Virginia cũng sở hữu khoảng 1178.8 héc-ta đất tại khu trại Movern ở phía đông nam Thành phố Charlotttesville. Ngoài ra, trường còn quản lý trường Cao đẳng tại Wise của Đại học Virginia ở vùng tây nam bang Virginia, điều hành Đại học George Mason và Đại học Mary Washington cho đến năm 1972.
Các học giả của Đại học Virginia đã đóng một vai trò quan trọng trong sự phát triển ở nhiều lĩnh vực, bao gồm kinh tế, luật, nghệ thuật văn học, nghệ thuật thị giác và các ngành khoa học. Trong lĩnh vực nghiên cứu, trường đại học là thành viên của Hiệp hội Viện Đại học Hoa Kỳ. Đồng thời, nhật báo Science vinh danh các giảng viên của trường khi trong cùng một năm có đến 2 khám phá nằm trong Top 10 những đột phá khoa học toàn cầu. Trong lĩnh vực thể thao, các đội tuyển thi đấu của trường được gọi là Cavaliers và liên tục dẫn đầu các trường thuộc nhóm Hội nghị Bờ biển Đại Tây Dương trong Giải vô địch Hiệp hội Thể thao Đại học Quốc gia ở các bộ môn thể thao nam, đồng thời đứng thứ 2 ở các bộ môn thể thao nữ và thứ 2 toàn đoàn. Vào năm 2015 và 2019, Đại học Virginia đã được trao Cúp Capital One khi được công nhận là sở hữu một chương trình thể thao nam tổng hợp tốt nhất toàn quốc.
Sinh viên trường Đại học Virginia đến từ 50 bang và 148 quốc gia trên thế giới. Các cựu sinh viên, giảng viên, và nhà nghiên cứu của trường đại học bao gồm cả các nhân vật từng giữ chức vụ quan trọng như Tổng thống Hoa Kỳ, nguyên thủ quốc gia, người đoạt giải Nobel, người đoạt giải Pulitzer, Học giả Rhodes, Học giả Marshall, và Học giả Fulbright. Khoảng 30 Thống đốc các tiểu bang Hoa Kỳ từng theo học tại Đại học Virginia, cũng như nhiều Thượng nghị sĩ và thành viên Quốc hội Hoa Kỳ. Ngoài ra, với 55 Học giả Rhodes, Đại học Virgnia là trường đứng thứ 8 trên toàn quốc về số lượng cựu sinh viên nhận được danh dự này. Đồng thời, các cựu sinh viên của trường đã sáng lập nhiều công ty như Reddit, CNET, và Space Adventures, và các công ty này đã cùng nhau tạo ra hơn 1.6 nghìn tỷ đô la doanh thu hàng năm và đã tạo ra 2,3 triệu việc làm.

## Lịch sử

### Thập niên 1800
Năm 1802, khi Thomas Jefferson vẫn còn là Tổng thống Hoa Kỳ, ông đã viết một bức thư cho họa sĩ Charles Willson Peale. Trong bức thư, Jefferson bày tỏ rằng khái niệm của Peale về một trường đại học mới sẽ là "on the most extensive and liberal scale that our circumstances would call for and our faculties meet (tạm dịch: ở một quy mô to lớn và phóng khoáng nhất để đáp ứng điều xã hội chúng ta đang cần)". Đồng thời, Jefferson cũng diễn tả ngôi trường này thậm chí có thể thu hút những sinh viên tài năng từ "other states to come, and drink of the cup of knowledge (tạm dịch: các tiểu bang khác đến và uống cạn chén tri thức)". Tuy tiểu bang Virginia đã có Đại học William & Mary, vị Tổng thống đương nhiệm đã mất hết niềm tin vào ngôi trường đại học cũ của mình bởi bản chất tôn giáo của ngôi trường này khi yêu cầu tất cả sinh viên phải thuộc lòng sách giáo lý, và một phần bởi vì sự hạn chế trong khoa học. Nhiều thập kỷ trước đây, Jefferson đã từng được bồi dưỡng và phát triển bởi hai vị giáo sư của Đại học William & Mary là William Small và George Wythe. Tuy nhiên, lúc bấy giờ, ngôi trường này lại đang trong thời kỳ suy tàn nghiêm trọng. Năm 1800, mối quan tâm của Jefferson trở nên sâu sắc đến nỗi ông phải bày tỏ với nhà hóa học người Anh Joseph Priestley rằng "we have in that State, a college just well enough endowed to draw out the miserable existence to which a miserable constitution has doomed it (tạm dịch: chúng tôi có tại tiểu bang, một trường đại học tốt bị ban cho một sự tồn tại khốn khổ kéo dài và bị hủy diệt bởi một bản hiến pháp khốn khổ)". Do đó, Jefferson đã tìm cách thành lập trường đại học mới theo lý tưởng giáo dục Humboldt thông qua việc mở rộng phạm vi đào tạo thay vì chỉ tập trung giáo dục các chuyên ngành tương đối hẹp như các trường đại học đương đại lúc bấy giờ. Đồng thời, Jefferson muốn ngôi trường phải đào tạo một sinh viên toàn diện hơn và được giáo dục trong nhiều lĩnh vực (ví dụ như cả về nghệ thuật và khoa học) cùng một lúc. Sau này, những tư tưởng này của ông là một quan điểm thúc đẩy chương trình giảng dạy "Giáo dục khai phóng" hiện đại mà ngày nay được cung cấp tại hầu hết các trường đại học công lập. Khoảng 70 năm sau khi Jefferson viết cho Priestley, những lời văn của vị cựu Tổng thống đã trở thành sự thật khi Đại học William & Mary bị phá sản sau cuộc Nội chiến và bị đóng cửa hoàn toàn vào năm 1881. Sau đó, ngôi trường này được hồi sinh chủ yếu với mục đích là một trường Cao đẳng nhỏ dành cho giáo viên cho đến khi lấy lại vị thế là một Đại học vào cuối thế kỷ XX.
Năm 1817, ba vị Tổng thống (Jefferson, James Monroe, và James Madison) và Chánh án Tòa án Tối cao Hoa Kỳ John Marshall đã tham gia cùng 24 quan chức chính phủ khác tại một cuộc họp được tổ chức tại Mountain Top Tavern ở ke gió Rockfish Gap. Sau một số cân nhắc, họ đã chọn thành phố Charlottesville gần đó làm địa điểm xây dựng ngôi trường mới mang tên Đại học Virginia. Khu đất nông nghiệp ở vùng ngoại ô thành phố Charlottesville đã được Hội đồng Quản trị (Board of Visitors) của trường mua lại từ James Monroe để xây dựng một trường bán công mang tên Cao đẳng Trung tâm (Central College), mà tiền thân là Học viện Albemarle (Albemarle Academy), mặc dù cả hai trường chưa bao giờ mở cửa để giảng dạy. Cuối năm 1817, Hội đồng Quản trị đặt nền móng cho tòa nhà đầu tiên của trường đại học. Những công trình xây dựng Làng Đại học (Academical Village) lúc bấy giờ đã chứng tỏ tầm ảnh hưởng khi chính phủ bang Virginia trao quyền cho một trường đại học hàng đầu mới đặt tại Charlottesville vào ngày 25 tháng 1 năm 1819. John Hartwell Cocke đã hợp tác với James Madison, James Monroe, và Joseph Carrington Cabell để thực hiện ước mơ thành lập trường đại học của Jefferson. Cả Cocke và Jefferson được bổ nhiệm vào ủy ban xây dựng để giám sát các công trình. Trường đại học được xây dựng trên vùng đất của bộ lạc Quốc gia da đỏ Monacan. Ngày nay, Đại học Virginia đang tiếp tục nhiệm vụ "seek opportunities to engage and acknowledge with respect that we live, learn, and work on the territory of the Monacan Indian Nation (tạm dịch: tìm kiếm cơ hội để được gia nhập và thừa nhận với một sự tôn trọng rằng chúng ta đang sống, học tập, và làm việc trên lãnh thổ của Quốc gia da đỏ Monacan)". Giống như nhiều cơ sở giáo dục khác thời bấy giờ, trường đại học sở hữu nô lệ nhằm giúp đỡ trong việc xây dựng khuôn viên trường. Những người nô lệ này cũng phục vụ sinh viên và giáo sư của trường. Các lớp học đầu tiên của trường đại học họp vào ngày 7 tháng 3 năm 1825.
Trái ngược với các trường đại học khác lúc bấy giờ nơi sinh viên chỉ có thể chọn học về y học, luật, hoặc thần học, những sinh viên đầu tiên tại Đại học Virginia có thể học tại một hoặc một số trong tám trường độc lập giảng dạy các lĩnh vực bao gồm: y học, luật, toán học, hóa học, ngôn ngữ cổ đại, ngôn ngữ hiện đại, triết học tự nhiên, và triết học đạo đức. Một đổi mới khác của trường đại học mới là giáo dục đại học sẽ tách biệt khỏi học thuyết tôn giáo. Đại học Virginia không có trường thần học do được thành lập độc lập với các giáo phái tôn giáo. Đồng thời, khu khuôn viên Grounds được lên kế hoạch sẽ bao quanh một tòa nha thư viện mang tên Rotunda chứ không phải là một nhà thờ. Các thiết kế kiến trúc này giúp phân biệt Đại học Virginia với các trường đại học khác cùng thời vẫn còn đang chủ yếu hoạt động như các chủng viện cho một dòng Tin lành. Jefferson đã nói với nhà triết học Thomas Cooper rằng "a professorship of theology should have no place in our institution (tạm dịch: chức vụ giáo sư thần học không nên có chỗ trong tổ chức nhân sự của chúng ta)", và vị trí này đến ngày nay vẫn chưa bao giờ có tại trường. Ban đầu, trường đại học trao hai loại bằng cấp: Tốt nghiệp (Graduate), cho sinh viên đã hoàn thành các khóa học của một trường khoa thuộc Đại học Virginia; và Tiến sĩ (Doctorate) cho sinh viên tốt nghiệp ở nhiều trường và thể hiện được năng lực nghiên cứu.
Jefferson đã gắn bó thân thiết với ngôi trường đại học do chính mình gây dựng cho đến cuối đời. Lúc sinh thời, ông thường xuyên mời các giảng viên và sinh viên cho đến nhà riêng ở Monticello dùng tiệc tối chủ nhật. Jefferson đánh giá nền tảng của trường đại học có tầm quan trọng và tiềm năng to lớn đến mức ông xem ngôi trường này là một trong những thành tựu vĩ đại nhất của mình. Ông khẳng định rằng ngôi mộ của ông chỉ được khắc tên ông với tư cách là tác giả của Tuyên ngôn Độc lập, Đạo luật Tự do Tôn giáo Virginia, và là cha đẻ của Đại học Virginia. Jefferson tránh đề cập đến những thành tựu khác cấp quốc gia của mình, chẳng hạn như thương vụ Vùng đất mua Louisiana và hay bất kỳ khía cạnh nào khác trong nhiệm kỳ tổng thống, để ủng hộ vai trò của ông với trường đại học trẻ.
Ban đầu, một số sinh viên đến trường đại học thuộc kiểu hình chung là những công tử quý tộc giàu có, hư hỏng với một tư tưởng về đặc quyền, và thường xuyên ẩu đả với hoặc tệ hơn. Đây cũng là điều khiến Jefferson cực kỳ thất vọng về chính ngôi trường của mình. Ông đã ức chế đến mức không thể nói gì sau khi đã tập hợp các sinh viên năm đầu tiên của trường vào ngày 3 tháng 10 năm 1825 nhằm chỉ trích hành vi sai trái của họ. Sau đó, ông ấy nói về thời điểm này là "the most painful event (tạm dịch: sự kiện đau đớn nhất)" trong đời ông.
Mặc dù tần suất của những hành vi vô kỷ luật có giảm sau khi Jefferson bày tỏ mối quan ngại, các hành vi bạo lực không biến mất hoàn toàn. Giống như nhiều trường đại học và cao đẳng khác, Đại học Virginia đều định kỳ trải qua các cuộc bạo loạn của sinh viên, đỉnh điểm là vụ bắn chết Giáo sư John A. G. Davis, Chủ nhiệm Khoa, vào năm 1840. Sự kiện đau lòng trên, cùng với việc lan rộng của quy tắc chừng mực và sự gia tăng của tôn giáo trong đời sống xã hội nói chung, dường như đã dẫn đến sự thay đổi vĩnh viễn trong thái độ của sinh viên tại trường. Cuốc cùng, các hành vi vô kỷ luật của sinh viên từng khiến Jefferson phiền lòng cũng biến mất.
Vào năm Jefferson qua đời, nhà thơ Edgar Allan Poe ghi danh vào Đại học Virginia, nơi ông thể hiện xuất sắc về tiếng Latinh. Hội Raven, một tổ chức sinh viên được đặt tên theo bài thơ nổi tiếng nhất của Poe, tiếp tục gìn giữ căn ký túc số 13 West Range, nơi mà Poe sinh sống trong học kỳ duy nhất theo học tại trường đại học này. Nhà thơ Edgar Poe đã xin thôi học vì các khó khăn tài chính. Trường Kỹ thuật và Khoa học Ứng dụng (School of Engineering and Applied Science) mở cửa vào năm 1836 biến Đại học Virginia trở thành trường đại học toàn diện đầu tiên mở một trường kỹ thuật.
Không giống như phần lớn các trường cao đẳng khác thuộc phía miền Nam Hoa Kỳ, Đại học Virginia vẫn mở cửa trong suốt Nội chiến mặc cho tiểu bang Virginia đã phải chứng kiến nhiều cuộc đổ máu hơn bất kỳ nơi nào khác và gần như 100% người dân tại phe miền Nam phải nhập ngũ. Sau sự thất bại của Jubal Early trong Trận chiến Waynesboro, thành phố Charlottesville sẵn sàng đầu hàng lực lượng Liên minh để tránh đổ máu hàng loạt, và các giảng viên của Đại học Virginia đã thuyết phục George Armstrong Custer bảo tồn trường đại học của Jefferson. Mặc dù quân đội của Liên minh đã cắm trại trên khu khuôn viên Lawn và làm hư hại nhiều tòa nhà Pavilions, người của Custer đã rời đi bốn ngày sau đó và không ai phải đổ máu. Sau đó, trường đại học lại có thể quay trở lại sứ mệnh giáo dục của mình. Cũng trong thời kỳ Nội chiến, một số lượng rất lớn sĩ quan của cả Liên minh miền nam và Liên minh miền bắc đều là cựu sinh viên của ngôi trường đại học này. Cụ thể hơn, Đại học Virginia đã đào tạo ra 1.481 sĩ quan phục vụ chỉ riêng Quân đội Liên minh miền nam, bao gồm 4 thiếu tướng, 21 chuẩn tướng, và 67 đại tá từ 10 tiểu bang khác nhau. John S. Mosby, khét tiếng với biệt danh "Grey Ghost" và là chỉ huy của đơn vị kỵ binh của Tiểu đoàn 43 bang Virginia, cũng từng là sinh viên của Đại học Virginia.
Nhờ một khoản trợ cấp từ chính quyền bang Virginia, học phí tại Đại học Virginia được miễn phí cho tất cả người dân Virginia vào năm 1875. Trong thời kỳ này, Đại học Virginia vẫn là trường duy nhất không có hiệu trưởng và không bắt buộc sinh viên phải học theo chương trình giảng dạy cốt lõi khi các sinh viên có thể theo học và lấy bằng từ nhiều trường khoa khác nhau thuộc trường đại học. Tuy nhiên, cũng trong thời gian này, Đại học Virginia cũng đang trải qua nhiều giai đoạn khó khăn. Khi khu nhà Rotunda ban đầu bốc cháy và bị phá hủy vào năm 1895, sự kiện này dự báo sẽ sớm có những thay đổi sâu rộng và to lớn hơn nhiều so với việc chỉ tái tạo lại tòa kiến trúc này vào năm 1899.

### Giai đoạn những năm 1900
Trong thời kỳ đầu của Đại học Virginia, Jefferson đã quyết định ngôi trường này sẽ không có vị trí Giám đốc. Thay vào đó, các quyền vốn có của vị trí này sẽ được chia sẻ cho Chủ tịch Hội đồng Quản trị và Hội đồng Quản trị của trường. Tuy nhiên, đến thế kỷ 19, việc sắp xếp bộ máy nhân sự này đã cho thấy sự suy yếu khi Ban Quản trị không có khả năng giải quyết thỏa đáng nhiều nhiệm vụ hành chính cũng như các hoạt động gây quỹ của một ngôi trường đại học đang phát triển. Năm 1904, Edwin Alderman, người từng giữ chức Giám đốc Đại học North Carolina tại Chapel Hill (UNC-Chapel Hill) năm 1896 đến năm 1900 và Đại học Tulane từ năm 1900 đến năm 1904, đã chấp nhận lời đề nghị trở thành Giám đốc của Đại học Virginia. Việc bổ nhiệm Alderman cho vị trí này không diễn ra trong bình yên, và các phương tiện truyền thông quốc gia như Popular Science đã than thở về sự kết thúc của một trong những điều khiến Đại học Virginia trở nên độc nhất giữa các trường đại học thời bấy giờ.
Alderman giữ chức vụ Giám đốc của trường trong suốt 27 năm. Trong khoảng thời gian này, ông được biết đến như một người gây quỹ giỏi, một nhà hùng biện có tiếng, và đồng thời là cố vấn thân cận của Tổng thống Hoa Kỳ lúc bấy giờ và cũng là cựu sinh viên Đại học Virginia Woodrow Wilson. Ông đã giúp lấy được tài trợ cho Bệnh viện Đại học (University Hospital) để mua các giường bệnh mới và hỗ trợ các nghiên cứu sức khỏe cộng đồng. Đồng thời, Alderman còn giúp thành lập các khoa địa chất và lâm nghiệp, Trường Giáo dục Curry (Curry School of Education), Trường Thương mại McIntire (McIntire School of Commerce), và các chương trình học hè mà Georgia O'Keeffe đã tham gia thời niên thiếu. Có lẽ tham vọng lớn nhất của ông lúc bấy giờ là tài trợ và xây dựng một thư viện với quy mô hàng triệu cuốn sách, lớn hơn nhiều so với khả năng lưu trữ của tòa nhà Rotunda lúc bấy giờ. Vào năm 1938, sau khi bị trì hoãn do cuộc Đại khủng hoảng, Thư viện Alderman chính thức được hoàn thành. Tuy nhiên, Giám đốc Alderman lại không thể chứng kiến khoảnh khắc này bởi ông đã qua đời 7 năm trước đó khi đang trên đường đến một buổi phát biểu trước công chúng ở Đại học Illinois tại Urbana–Champaign (University of Illinois Urbana-Champaign). Thư viện được đặt tên theo Anderman nhằm vinh danh ông, một vị Giám đốc tại nhiệm lâu nhất của Đại học Virgnia.
Năm 1904, Đại học Virginia trở thành trường đại học đầu tiên ở phía nam thủ đô Washington, D.C. được bầu vào Hiệp hội các trường đại học Hoa Kỳ (Association of American Universities). Sau khi nhận một món quà từ Andrew Carnegie vào năm 1909, Đại học Virginia được chia thành 26 Khoa nằm trong 6 trường bao gồm Trường Kỹ thuật Andrew Carnegie (Andrew Carnegie School of Engineering), Trường Luật James Madison (James Madison School of Law), Trường Luật Quốc tế James Monroe (James Monroe School of International Law), Trường Luật Kinh tế Chính trị James Wilson (James Wilson School of Political Economy), Trường Ngữ văn Edgar Allan Poe (Edgar Allan Poe School of English) và Trường Bệnh học Walter Reed (Walter Reed School of Pathology). Ngày nay, ngoài một số ít trường khoa tại Đại học Virginia vẫn còn giữ tên cũ, đa số các trường khoa với cách gọi lịch sử và kính trọng lúc trước đã được đổi tên khác.
Vào tháng 12 năm 1953, Đại học Virginia tham gia Hiệp hội Bờ biển Đại Tây Dương (Atlantic Coast Conference hay ACC) nhằm cạnh tranh các hoạt động thể thao với những trường đại học khác trong khu vực. Vào thời điểm đó, Đại học Virginia có một chương trình huấn luyện bóng bầu dục đột phá đã giúp trường được xếp hạng quốc gia vào các năm 1950, 1951 và 1952. Đồng thời, đội bóng của trường còn liên tục đánh bại các đối thủ như North Carolina và Virginia Tech với các tỷ số lần lượt là 34–7 và 44–0. Ngoài ra, các môn thể thao khác của trường cũng có tính cạnh tranh rất cao. Tuy nhiên, dưới sự quản lý của Giám đốc Colgate Darden, trường đại học không còn chú trọng đến các hoạt động thể thao khi ông quyết định cắt ngân sách cho bộ phận huấn luyện thể thao của trường và từ chối tham gia ACC. Khoảng một thời gian sau, Hội đồng Quản trị mới bác bỏ các quyết định trên của Giám đốc Darden. Phải đến những năm 1980, phần lớn các chương trình thể thao mới được phục hồi hoàn toàn. Đến gần năm 2000, Đại học Virginia trở lại với một trong những chương trình huấn luyện thể thao toàn diện và thành công nhất với các danh hiệu quốc gia NCAA đạt được ở nhiều môn thể thao khác nhau. Đến năm 2020, trường đã hai lần giành được Cúp Capital One (Capital One Cup) cho thành tích xuất sắc trong các môn thể thao nam.
Vào năm 1954, Đại học Virginia thành lập một Trường Cao đẳng mà ngày nay được gọi là Cao đẳng tại Wise của Đại học Virginia. Ngoài ra, Đại học George Mason và Đại học Mary Washington từng tồn tại như những cơ sở phụ của Đại học Virginia. Tuy nhiên, những cơ sở này hiện tại đã hoàn toàn tự quản lý.
Vào năm 1987, Làng Đại học và đồn điền Monticello gần đó đã cùng trở thành Di sản Thế giới. Cũng trong thời điểm này, cùng với Vườn Quốc gia Núi lửa Hawaii và Công viên Lịch sử Quốc gia Chaco, những địa danh này lần lượt là địa điểm thứ mười lăm, mười sáu, và mười bảy của Hoa Kỳ được ghi nhận là có ý nghĩa văn hóa đối với lợi ích chung của nhân loại toàn cầu, chỉ sau Tượng Nữ thần Tự do và Công viên Quốc gia Yosemite của Hoa Kỳ đã được ghi nhận 3 năm trước đó. Như vậy, Đại học Virginia là cơ sở đại học duy nhất của Hoa Kỳ được bảo vệ quốc tế bởi UNESCO.

#### Xóa bỏ phân biệt đối xử, nam nữ học chung, và sự bất đồng quan điểm của học sinh
Vào cuối những năm 1890, Đại học Virginia lần đầu tiên cho nhập học một số sinh viên nữ được ghi danh vào học các chương trình cao học của trường. Đến những năm 1920 và 1930, sinh viên nữ mới được phép theo học theo một số chương trình nhất định như điều dưỡng và giáo dục. Năm 1944, Đại học Mary Washington ở Fredericksburg, Virginia, trở thành Khoa Khoa học và Nghệ thuật dành cho Phụ nữ của Đại học Virginia. Với cơ sở chi nhánh này ở Fredericksburg chỉ dành riêng cho phụ nữ, Đại học Virgnia duy trì cơ sở chính tại Thành phố Charlottesville gần như hoàn toàn cho nam giới. Sự phân biệt này chỉ kết thúc sau một vụ kiện dân quyền vào những năm 1960 buộc trường phải xóa bỏ phân biệt nam nữ. Năm 1970, cơ sở Charlottesville hoàn toàn trở thành cơ sở đồng giáo dục. Năm 1972, Đại học Mary Washington trở thành một trường đại học công lập độc lập. Trong năm tuyển sinh nữ giới đầu tiên, 450 sinh viên nữ được nhập học chiếm khoảng 39% lượng sinh viên tại trường lúc bấy giờ. Trong khi đó, số lượng nam sinh được nhận không thay đổi. Đến năm 1999, sinh viên nữ chiếm đa số với 52% trong tổng số sinh viên.
Vào năm 1950, Đại học Virginia đã nhận sinh viên da đen đầu tiên khi Gregory Swanson đâm đơn kiện để được vào trường luật của trường. Sau thành công của vụ khiên, một số ít sinh viên da đen được chấp nhận để học các chương trình cao học và chuyên nghiệp sau đại học vào những năm 1950. Tuy nhiên, không có sinh viên da đen nào được nhận vào các chương trình đại học tại trường mãi cho đến năm 1955. Đến những năm 1960, Đại học Virgnia mới hoàn toàn xóa bỏ phân biệt đổi xử trong tuyển sinh. Khi Walter Ridley tốt nghiệp với tấm bằng tiến sĩ ngành giáo dục, ông trở thành người da đen đầu tiên tốt nghiệp Đại học Virgnia. Quỹ học bổng Ridley của Đại học Virginia ngày này được đặt tên để vinh danh ông.
Vào cuối những năm 1960, cuộc đấu tranh cho xóa bỏ phân biệt đối xử và đồng giáo dục nổ ra. Sự kiện này đã dẫn đến Cuộc đình công Tháng 5 năm 1970 (May Strike of 1970) khi các sinh viên biểu tình ủng hộ cho nhiều người da đen cao được ghi danh hơn, cũng như cho nữ sinh viên đại học được quyền tiếp cận bình đẳng đối với việc nhập học, và cho các nhân viên của trường được thành lập công đoàn. Đồng thời, các sinh viên biểu tình chống lại sự hiện diện của cảnh sát của trường mang theo vũ trang và của các cơ quan chính phủ như CIA và FBI trong khu Grounds.

### Giai đoạn những năm 2000
Do việc trợ cấp giáo dục từ chính phủ dành cho các trường đại học liên tục giảm, ngày nay, chỉ có 6% ngân sách của Đại học Virgnia đến từ chính quyền bang Virginia. Một hạn định đã được Thống đốc bang lúc bấy giờ là Mark Warner ký thành luật vào năm 2005 nhằm thương lượng với ban quản trị của trường đại học sẽ có được quyền tự chủ cao hơn đối với các vấn đề nội bộ, và ngược, trường sẽ phải chấp nhận việc sụt giảm hỗ trợ tài chính từ tiểu bang.
Vào năm 2010, Đại học Virgnia chào đón Teresa A. Sullivan với tư cách là nữ Giám đốc đầu tiên. Tuy nhiên, chỉ 2 năm sau đó, nữ Chủ tịch Hội đồng Quản trị đầu tiên của trường, Helen Dragas, đã đưa ra một quyết định buộc Giám đốc Sullivan phải rời khỏi chức vụ. Nỗ lực trục xuất Giám đốc Sullivan đã gây ra một cuộc bỏ phiếu bất tín nhiệm của Hội đồng Học thuật đối với Chủ tịch Dragas. Đồng thời, Hội Sinh viên của trường cũng yêu cầu giải thích Chủ tịch Dragas phải giải thích hành động của mình. Áp lực đối với Hội đồng Quản trị cũng ngày càng tăng khi các cựu sinh viên đe dọa sẽ ngừng đóng góp cho trường. Đồng thời, Thống đốc bang Virgnia khi đó là Robert McDonnell đã ra chỉ đạo rằng trường đại học phải giải quyết vấn đề nội bộ này hoặc toàn thể Hội đồng Quản trị phải giải tán. Cuối cùng, Hội đồng Quản trị của Đại học Virgnia đã nhất trí để Sullivan trở lại vị trí Giám đốc. Vào năm 2013 và 2014, Hội đồng của trường đại học đã thông qua các quy định mới khiến việc bãi nhiệm vị trí Giám đốc trở nên khó khăn hơn và có thể bãi nhiệm Chủ tịch Hội đồng Quản trị.
Vào tháng 11 năm 2014, Đại học Virgnia đã đình chỉ các hoạt động của toàn bô các hội nam sinh và nữ sinh trong khi chờ điều tra của tờ tạp chí Rolling Stone liên quan đến một cáo buộc sinh viên bị cưỡng hiếp tại trường. Sự việc sau đó được xác định là một "hoax (tạm dịch: trò lừa bịp)" khi câu chuyện trên được tờ báo The Washington Post xác nhận là sai sự thật. Tuy nhiên, trường đại học cũng đã đưa ra các quy tắc mới cấm các loại "pre-mixed drinks, punches or any other common source of alcohol (tạm dịch: đồ uống pha sẵn, rượu mạnh, hoặc bất kỳ đồ uống có cồn phổ biến nào khác" chẳng hạn như bia thùng. Đồng thời, trường cũng yêu cầu các thành viên hội nam sinh "sober and lucid (tạm dịch: tỉnh táo và minh mẫn)" để giám sát các bữa tiệc. Vào tháng 4 năm 2015, Rolling Stone đã rút lại toàn bộ bài báo sau khi Trường Báo chí Columbia (Columbia School of Journalism) công bố một báo cáo về những sai sót trong bài viết gây mất uy tín của tờ Rolling Stone với nội dung gay gắt. Trước khi Đại học Columbia công bố báo cáo của mình, câu chuyện trên của Rolling Stone đã được đặt tên là "Error of the Year (tạm dịch: Lỗi lầm của năm)" bởi Viện Poynter. Ngoài ra, Chi hội Phi Kappa Psi tại Đại học Virginia đã kiện tờ Rolling Stone với số tiền 1,65 triệu đô la.
Tháng 8 năm 2017, vào đêm trước sự kiện Biểu tình Charlottesville khét tiếng, một nhóm những người theo chủ nghĩa dân tộc da trắng đến từ bên ngoài trường học và hầu hết cũng chẳng phải người dân bang Virgina đã diễu hành trên khu bãi cỏ Lawn của trường. Nhóm người này mang theo đuốc và hô vang các khẩu hiệu Bài Do Thái và tung hô Đức Quốc xã sau khi chính quyền Thành phố Charlottesville quyết định dỡ bỏ tất cả bức tượng của lãnh đạo phe Liên bang miền nam còn sót lại trong thành phố. Nhóm người quá khích này đã gặp phải sự phản đối từ những sinh viên tại trường gần tượng Thomas Jefferson phía trước tòa nhà Rotunda, và một cuộc xung đột đã nổ ra giữa hai bên.
Vào tháng 8 năm 2018, James E. Ryan, một cựu sinh viên Trường Luật Đại học Virginia và là người từng giữ chức vụ hiệu trưởng của Trường Giáo dục Harvard (Harvard School of Education), trở thành Giám đốc thứ chín của trường đại học. Hành động đầu tiên của ông sau khi nhậm chức là thông báo cho sinh viên bậc đại học đến từ các gia đình có thường trú tại Virginia và có thu nhập dưới 80.000 đô la mỗi năm sẽ nhận được học bổng học phí toàn phần. Đồng thời, những sinh viên từ các gia đình với thu nhập dưới 30.000 đô la mỗi năm cũng sẽ nhận được tiền ăn ở miễn phí.
Vào đêm ngày 13 tháng 11 năm 2022, 3 sinh viên đã thiệt mạng và 2 người khác bị thương trong một vụ nổ súng trên một chiếc xe buýt được thuê bởi trường đại học. Trước khi gặp nạn, chiếc xe đang trên đường để trở về lại Charlottesville sau khi cả đoàn tham dự một vở kịch tại thủ đô Washington, D.C. Cả ba người thiệt mạng đều là thành viên hiện tại của đội bóng bầu dục Virginia Cavaliers. Kẻ bắn súng được xác định từng là thành viên của đội bóng trong một khoản thời gian ngắn vào năm 2018.

## Khuôn viên
Khuôn viên Đại học Virgnia thường được các sinh viên và giảng viên trong trường gọi là Grounds (tạm dịch: Khu Đất). Khu vực này nằm ở phần ranh giới giữa Thành phố Charlottesville và Quận Albemarle của bang Virginia. Trường đại học cũng sở hữu 562 mẫu Anh đất ở phía bắc khu Grounds tại cơ sở North Fork và 2,913 mẫu Anh đất ở phía đông nam thành phố Charlottesville tại Trang trại Morven.

### Làng Đại học
Trong suốt lịch sử hình thành và phát triển, Đại học Virginia đã giành được nhiều lời khen ngợi về lối kiến trúc kiểu Jefferson độc đáo. Vào tháng 1 năm 1895, chưa đầy một năm trước trận Đại hỏa hoạn Rotunda, tờ báo The New York Times đã viết thiết kế của Đại học Virginia "was incomparably the most ambitious and monumental architectural project that had or has yet been conceived in this century (tạm dịch: là dự án kiến trúc hoành tráng và tham vọng nhất đã hoặc sẽ được hình thành trong thế kỷ này)." Trong tái bản kỉ niêm 200 năm lập quốc Hoa Kỳ của Tạp chí AIA (AIA Journal), Viện Kiến trúc Hoa Kỳ (American Institute of Architects) gọi trường là "the proudest achievement of American architecture in the past 200 years (tạm dịch: thành tựu đáng tự hào nhất của kiến trúc Hoa Kỳ trong 200 năm qua)." Làng Đại học, cùng với nhà riêng của Jefferson tại Monticello cũng do ông thiết kế, là một di sản thế giới về văn hóa và kiến trúc đã được UNESCO đưa vào danh sách năm 1987. Đồng thời, Đại học Virginia cũng là ngôi trường đại học đầu tiên trên thế giới được đưa vào danh sách này.
Các thiết kế kiến trúc ban đầu của Jefferson chủ yếu tập trung tại Làng Đại học - một khu vực cụ thể thuộc khu Lawn (tạm dịch: khu Bãi cỏ). Tại Đại học Virginia, khu Lawn là một không gian xanh rộng lớn được thiết kế theo kiểu bậc thang. Khu vực này được bao quanh bởi các tòa nhà ký túc xá và lớp học, các khu vườn, khu Range (hay khu Dãy nhà ký túc cho sinh viên ưu tú bậc cao học), và cả tòa nhà học đường lớn hơn. Tâm điểm chính của Làng Đại học là khu nhà Rotunda nằm ở phía bắc của khu Lawn và là biểu tượng dễ nhận biết nhất của ngôi trường này. Khu nhà được lấy nguồn cảm hứng từ Điện Pantheon tại Rome và được thiết kế có kích thước bằng một nửa chiều cao và chiều rộng của điện thờ này. Với kiểu thiết kế đặc biệt như trên, Khu Lawn và Rotunda đã trở thành hình mẫu cho chủ đề thiết kế "centralized green areas (tạm dịch: mảng xanh tập trung)" tại các trường đại học trên cả nước. Jefferson cũng thiết kế Đại học Virginia để sinh viên và các giáo sư sống và làm việc trong cùng một không gian với nhau. Đồng thời, ông cũng thiết kế khu nhà Rotunda nhằm biểu tượng cho tri thức và thứ bậc. Ngoài ra, Jefferson cũng đã cố tình trống khu vực phía nam của Bãi cỏ nhằm tượng trưng cho khung cảnh của những cánh đồng canh tác ở phía nam. Kiểu sắp xếp này cũng đồng thời phản ánh lý tưởng của ông về một quốc gia chú trọng vào nông nghiệp.
Lối kiến trúc của toà nhà Rotunda và khu Lawn với những mảng gian xanh rộng lớn đã là cảm hứng để thiết kế nên khuôn viên tại các trường đại học hàng đầu khác như: Đại học Duke năm 1892; Đại học Columbia năm 1895; Đại học Johns Hopkins năm 1902; Đại học Rice năm 1910; Trường Peabody của Đại học Vanderbilt năm 1915; Tòa nhà Killian tại Viện Công nghệ Massachusetts năm 1916; Khán phòng lớn của Đại học Thanh Hoa được xây dựng vào năm 1917 tại Bắc Kinh, Trung Quốc; tòa nhà Sterling Quad của Trường Thần học Yale năm 1932; và Trường Darden của Đại học Virgnia vào năm 1996.
Ở phía hai bên Rotunda và trải dài xuống khu Lawn là 10 tòa nhà Pavillons xen kẽ với các khu ký túc xá sinh viên. Mỗi công trình đều có phong cách kiến trúc cổ điển riêng cũng như có một khu vườn được bao quanh riêng được ngăn cách bởi những bức tường Serpentine kiểu Jefferson. Những bức tường này được gọi là "serpentine (tạm dịch: ngoằn nghèo)" vì chúng chạy theo đường hình sin nhằm giúp tạo lực và cho phép bức tường đúng vững với độ dày bằng một viên gạch. Kiểu thiết kế này là một trong nhiều cải tiến của Jefferson khi ông cố gắng kết hợp tính thẩm mỹ với tiện ích sử dụng.
Vào ngày 27 tháng 10 năm 1895, một trận hỏa hoạn đã thiêu rụi tòa nhà Rotunda của Đại học Virgnia. Nguyên nhân được xác định là do sự cố chập điện bắt nguồn từ khu nhà phụ (Rotunda Annex) - một công trình kiến trúc dài với nhiều tầng được xây dựng vào năm 1853 để mở rộng thêm số lượng các phòng học. Ngọn lửa ban đầu còn lan rộng hơn bởi sự "giúp đỡ" nhiệt tình của giảng viên William "Reddy" Echols. Cụ thể hơn, Echols đã cố gắng dập tắt đám cháy bằng cách ném khoảng 100 pound (khoảng 45 kg) thuốc nổ vào ngọn lửa chính với hy vọng vụ nổ sẽ ngăn tách tòa nhà phụ với tòa nhà Rotunda trung tâm do Jefferson thiết kế. Tuy nhiên, nỗ lực của ông cuối cùng đã thất bại. Và trớ trêu thay, một trong những chương trình dành cho sinh viên danh dự chính của trường đại học ngày nay lại được đặt theo tên của Echols. Sau sự việc, các lãnh đạo của trường đại học đã nhanh chóng liên lạc kiến trúc sư nổi tiếng Stanford White để xây dựng lại tòa nhà Rotunda. White bỏ qua thiết kế ban đầu của Jefferson và vẽ lại kiên trúc của Rotunda với 2 tầng thay vì 3 tầng, thêm 3 tòa nhà phần tiếp giáp với khu Lawn, và thiết kế nhà cho Giám đốc trường đại học. Đồng thời, White cũng đã bỏ qua việc xây dựng lại tòa nhà phụ của Rotunda. Phần tàn tích còn sót lại của khu nhà này được sử dụng để lấp đầy và tạo ra một phần của quảng trường hướng mặt về phía bắc của tòa nhà Rotunda ngày nay. Ngoài ra, các lớp học trước đây tại khu nhà phụ cũ đã được chuyển đến trong các tòa nhà mới cũng được thiết kế bởi White ở phía nam khu Lawn.
Không giống như thiết kế và dụng ý ban đầu của Jefferson, các tòa nhà mới của White có tác dụng đóng lại tầm nhìn bao quát xuống phía khu Lawn với cảnh quan nông thôn và những ngọn núi phía xa. Đồng thời, các công trình này ở rìa khu Lawn đã tạo ra một "quadrangle (tạm dịch: tứ giác)" khổng lồ với diện tích lớn hơn nhiều so với các tứ giác tại các đại học truyền thống khác ở Đại học Cambridge hoặc Đại học Oxford.
Trong buổi hòa nhạc với kỷ niệm 200 năm lập quốc Hòa Kỳ vào năm 1976, những thay đổi của kiến trúc sư Stanford White tại tòa nhà Rotunda đã bị dỡ bỏ, và tòa nhà này đã được trả lại theo thiết kế ban đầu của Jefferson. Sau khi được tân trang lại theo các bản phác thảo gốc và các bức ảnh lịch sử, tòa nhà Rotunda với 3 tầng lầu được mở cửa vào đúng ngày sinh nhật của Jefferson cùng năm (ngày 13 tháng 4 năm 1976). Nữ hoàng Elizabeth II đã đến thăm tòa nhà Rotunda nhân Lễ kỷ niệm 200 năm, và đã có một cuộc dạo chơi tại khu Lawn của trường. Đại học Virginia đã được tạp chí du lịch Travel + Leisure liệt kê vào tháng 9 năm 2011 là một trong những khuôn viên đẹp nhất ở Hoa Kỳ và được MSN liệt kê là một trong những khuôn viên đại học đẹp nhất trên thế giới.

### Các phòng thư viện
Tòa nhà Rotunda là thư viện đầu tiên tại Đại học Virginia. Do đó, ngôi trường này được xây dựng xung quanh chính thư viện của nó thay vì một nhà cầu nguyện hay bất kỳ công trình tôn giáo khác như một số đại học cùng thời. Thomas Jefferson đã đích thân tham gia vào việc lựa chọn các tập tài liệu để tạo nên bộ sưu tập ban đầu cho thư viện và giúp phát triển hệ thống lưu trữ và sắp xếp. Rotunda đã đóng vai trò là Thư viện Đại học (University Library) trong hơn một thế kỷ cho đến khi Thư viện Alderman được khánh thành vào năm 1937.
Ngày nay, Hệ thống Thư viện Đại học Virginia bao gồm hàng chục thư viện nhỏ và chứa hơn 5 triệu đầu sách. Trung tâm Văn bản Điện tử (Electronic Text Center) của hệ thống thư viện được thành lập vào năm 1992 và đã tải 70.000 cuốn sách lên trực tuyến cùng với 350.000 hình ảnh đi kèm với chúng. Những văn bản điện tử này được mở để cho bất kỳ cá nhân nào cũng có thể truy cập. Tính đến năm 2002, trung tâm này đã nhận được 37.000 lượt truy cập mỗi ngày (so với 6.000 lượt truy cập hàng ngày vào các thư viện vật lý). Thư viện Alderman nắm giữ bộ sưu tập Tây Tạng phong phú bậc nhất trên thế giới và chứa 10 tầng sách có niên đại và giá trị lịch sử khác nhau. Thư viện Các Bộ sưu tập Nhỏ và Đặc biệt Albert và Shirley (Albert and Shirley Small Special Collections Library) có một bộ sưu tập văn học Mỹ cũng như hai bản in gốc của Tuyên ngôn Độc lập. Vào năm 2006, cũng chính trong thư viện này, Robert Stilling, một nghiên cứu sinh người Anh, đã phát hiện ra một bài thơ chưa được xuất bản của Robert Frost từ năm 1918. Tòa nhà Clark (Clark Hall) là thư viện của SEAS (trường Kỹ thuật Đại học Virginia). Một trong những đặc điểm đáng chú ý của công trình này chính là Phòng tranh tường (Mural Room) được trang trí bởi hai bức tranh tường ba tấm của Allyn Cox, mô tả Luật Đạo đức và Luật Dân sự. Các bức tranh tường này được hoàn thành và đặt tại tòa nhà vào năm 1934. Kể từ năm 2006, Đại học Virginia và Google đã bắt đầu hợp tác nhằm số hóa các bộ sưu tập được tuyển chọn từ hệ thống thư viện.
Từ năm 1992, Đại học Virginia cũng tổ chức Trường Sách hiếm (Rare Book School), một tổ chức phi lợi nhuận nghiên cứu sách lịch sử và lịch sử in ấn bắt nguồn tại Đại học Columbia vào năm 1983.

### Các khu vực khác
Nhà ở cho sinh viên năm thứ nhất, Cao đẳng Brown (Brown College), Trường Kỹ thuật và Khoa học Ứng dụng, và Trường Y Đại học Virginia nằm gần khu Lawn and Range. Trường Thương mại McIntire nằm trong khu Lawn tại tòa nhà Rouss (Rouss Hall).
Ở các khu vực mới nằm cách xa khu khuôn viên lịch sử, việc lựa chọn kiến trúc của Đại học Virginia và sự trung thành của trường với thiết kế kiểu Jefferson lại có nhiều tranh cãi. Trong những năm 1990, trường đại học chứng kiến việc xây dựng hai công trình với tầm nhìn tương phản sâu sắc: Trường Cao đẳng Hereford (Hereford College) với lối kiến trúc theo chủ nghĩa hậu hiện đại của Williams Tsien được xây vào năm 1992 và Trường Kinh doanh Darden với lối kiển trúc kiểu Jefferson được xây vào năm 1996. Bình luận về cả hai lối kiến trúc của hai công trình trên được lan rộng và có phần mang tính đảng phái. Cụ thế hơn, trong khi Trường Kiến trúc của Đại học Virginia và tờ báo The New York Times ca ngợi Hereford vì những đường nét mới táo bạo, một số tờ báo độc lập và các nhà tài trợ giàu có ca ngợi thiết kế truyền thống của Darden. Nhóm thứ hai dường như chiếm ưu thế phong khi Dự án South Lawn vào đầu những năm 2000 của trường được thiết kế dựa theo kiến trúc Jeffeson .
Tỷ phú John Kluge đã tặng thêm 7.379 mẫu Anh (29,86 km2) đất cho Đại học Virgnia vào năm 2001. Kluge mong muốn phần trung tâm của khu đất Morven rộng 2.913 mẫu Anh sẽ được trường đại học phát triển và các phần đất xung quanh sẽ được bán để tài trợ cho việc phát triển trên. 5 trang trại với tổng diện tích 1.261 mẫu Anh (510 ha) của tỷ phú Kluge đã sớm được bán cho nhạc sĩ Dave Matthews của Ban nhạc Dave Matthews nhằm sử dụng trong một dự án canh tác hữu cơ để bổ sung cho Vườn nho Blenheim gần đó của ông. Morven là nơi tổ chức Học viện Mùa hè Morven (Morven Summer Institute), một chương trình nghiên cứu nghiêm túc về xã hội dân sự, tính bền vững, và sáng tạo. Kể từ năm 2014, trường đại học đang phát triển các kế hoạch tiếp theo tại Morven và đã thuê một công ty kiến trúc để thiết kế cho khu đất gần 3.000 mẫu Anh. Ngoài ra, Quỹ Đại học Virgina còn sở hữu tòa nhà và khuôn viên của Bộ sưu tập Nghệ thuật Thổ dân Kluge-Ruhe (Kluge-Ruhe Aboriginal Art Collection). Bản thân Bộ sưu tập cũng thuộc sở hữu của Đại học Virginia.

### Khu ký túc xá sinh viên
Các khu nhà ở chính dành cho sinh viên năm thứ nhất là Ký túc xá Đường McCormick (hay "Ký túc xá Cũ (Old Dorms)") và Ký túc xá Đường Alderman (hay "Ký túc xá Mới (New Dorms)"). Ký túc xá Đường Alderman đã tồn tại từ những năm 1970 và đã được thay thế toàn bộ bằng các tòa nhà ký túc xá mới hơn. Những khu nhà mới này được xây dựng với kiểu thiết kế sinh hoạt kiểu hội trường gồm các khu vực chung và nhiều tiện nghi hiện đại. Thay vì bị phá bỏ và thay thế như Ký túc xá Mới, khu Ký túc xá Cũ đã tồn tại từ năm 1950 sẽ được cải tạo trong một dự án trị giá 105 triệu đô la từ năm 2017 đến năm 2022. Thiết kế của khu nhà mới cũng sẽ theo kiểu hội trường nhưng có ít tiện nghi hơn. Tuy nhiên, lợi thế của Khu nhà Ký túc xá Cũ này là vị trí của chúng tọa lạc gần hơn với các lớp học của sinh viên trường đại học.
Vào những năm 1980, để đối phó với tình trạng thiếu nhà ở, Khu dân cư Đường Stadium (Stadium Road Residential Area) đã được xây dựng ở phía nam của Ký túc xá Đường Alderman. Ngôi nhà lớn nhất trong khu vực này là Ký túc xá Gooch Dillard (Gooch Dillard Residence Halls) với sức chứa khoảng 610 sinh viên.
Có ba trường ký túc tại Đại học Virginia là: Cao đẳng Brown, Cao đẳng Hereford, và Cao đẳng Ký túc Quốc tế (International Residential College). Trường đại học có một quy trình đăng ký để sống các trường ký túc trên, và cả học sinh năm nhất và năm cuối đều có thể nộp đơn đăng ký. Quy trình đăng ký có thể cực kỳ cạnh tranh, đặc biệt là đối với Brown vì vị trí của nó ở ngay trung tâm khu Grounds.
Việc được mời đến sống tại khu Lawn được coi là một vinh dự lớn. Mỗi năm, chỉ có 54 sinh viên năm thứ tư được mời để sinh sống và học tập cùng với 10 giảng viên tại các tòa nhà Pavilions. Tương tự như vậy, chỉ có một số sinh viên bậc cao học mới có vinh dự được chuyển đến khu Range của trường. Nhà văn Edgar Allan Poe trước đây sinh hoạt tại căn phòng số 13 West Range. Kể từ năm 1904, Hiệp hội Raven (Raven Society) đã cho trang trí lại và giữ gìn hiện trạng căn phòng giống như khi ông ở vào những năm 1820.

## Cơ cấu tổ chức hành chính
Đại học Virgnia có một số trung tâm trực thuộc bao gồm: Trường Sách hiếm, Đài quan sát Thiên văn Vô tuyến Quốc gia, Trung tâm Chính trị Đại học Virginia, Trung tâm Dịch vụ Công cộng Weldon Cooper, Viện Lãnh đạo Chính trị Sorensen, Viện Nghiên cứu Cao cấp về Văn hóa và Trung tâm về Các Vấn đề Công cộng Miller. Bảo tàng Nghệ thuật Fralin được thành lập để tạo ra một môi trường mà cả trường đại học và công chúng có thể nghiên cứu và học hỏi thông qua trực tiếp trải nghiệm các tác phẩm nghệ thuật. Đại học Virginia có hẳn một công ty tuyển dụng nhân sự riêng mang tên Nhóm Tìm kiếm Điều hành và Nguồn lực Chiến lược (Executive Search Group and Strategic Resourcing). Từ năm 2013, bộ phận này được đặt dưới sự quản lý của Văn phòng Giám đốc.
Năm 2006, Giám đốc Casteen công bố một chiến dịch huy động vốn trị giá 3 tỷ đô la với dự kiến chỉ tiêu trên sẽ đạt được vào tháng 12 năm 2011. Sau cuộc Đại suy thoái, Giám đốc Sullivan không hoàn thành được thời hạn năm 2011 và kéo dài chỉ tiêu lên đến vô thời hạn. Vào tháng 5 năm 2013, Giám đốc Sullivan đã công bố tại các buổi lễ tốt nghiệp của các trường khoa mục tiêu huy động vốn trị giá 3 tỷ đô la sẽ được hoàn thành sau một năm rưỡi nữa.
Tính đến năm 2013, ngân sách giáo dục trị giá 1,4 tỷ đô la của Đại học Virginia chủ yếu đến từ các học phí và lệ phí (32%), trợ cấp nghiên cứu (23%), tài trợ và quà tặng (19%), bán hàng và dịch vụ (12%). Trường đại học nhận được 10% kinh phí giáo dục thông qua trợ cấp từ chính quyền bang Virginia. Tổng cộng, ngân sách của trường (bao gồm cả các hoạt đông không liên quan đến giáo dục) là 2,6 tỷ đô la, và 45% của ngân sách trên đến từ doanh thu của bệnh nhân y tế. Đóng góp từ chính quyền bang Virginia chiếm tỉ lệ ít hơn 6%.
Mặc dù Đại học Virginia là trường đại học hàng đầu trong tiểu bang, tài trợ của chính quyền Virginia cho ngôi trường đã liên tục giảm trong nhiều thập kỷ liên tiếp. Cụ thể hơn, hỗ trợ tài chính từ tiểu bang đã giảm một nửa từ 12% trong tổng doanh thu trong giai đoạn 2001–2002 xuống còn 6% tổng doanh thu trong giai đoạn 2013–2014. Phần doanh thu giáo dục đến từ chính quyền tiểu bang thậm chí còn bị thu hẹp hơn trong cùng thời kỳ khi giảm từ 22% xuống chỉ còn 9%. Sự hỗ trợ trên danh nghĩa từ tiểu bang khi chỉ đóng góp 154 triệu đô la trong ngân sách 2,6 tỷ đô la của trường trong năm 2012–2013 đã khiến Giám đốc Sullivan và những thành viên lãnh đạo khác của trường cân nhắc việc tư nhân hóa một phần Đại học Virginia. Hiện này, Trường Darden và Trường Luật của Đại học Virginia đã phép tự chủ tài chính.
Hunter R. Rawlings III, Chủ tịch nhóm nghiên cứu các trường đại học nổi tiếng của Hiệp hội các trường đại học Hoa Kỳ, đã đến Charlottesville để phát biểu trước các giảng viên đại học. Trong bài phát biểu, ông đã có một nhận định rằng: "there's no possibility, as far as I can see, that any state will ever relinquish its ownership and governance of its public universities, much less of its flagship research university(tạm dịch: theo như tôi nhận thấy, sẽ không có khả năng bất kỳ tiểu bang nào sẽ từ bỏ quyền sở hữu và quản lý các trường đại học công lập trong địa phận của mình, đặc biệt là với trường đại học nghiên cứu hàng đầu)". Ông khuyến khích các nhà lãnh đạo trường đại học ngừng nói về tư nhân hóa và thay vào đó thúc đẩy các nhà lập pháp tiểu bang tăng tài trợ cho giáo dục đại học và nghiên cứu như một hàng hóa công cộng.
Tính đến năm 2013, Đại học Virginia là một trong hai trường đại học công lập duy nhất ở Hoa Kỳ có xếp hạng tín dụng Triple-A (3 điểm A tuyệt đối) từ cả 3 cơ quan xếp hạng tín dụng lớn trong nước.

## Học thuật
Đại học Virginia cung cấp 48 chương trình đào tạo hệ cử nhân, 94 chương trình hệ thạc sĩ, 55 chương trình  tiến sĩ, 6 chương trình chuyên sâu về giáo dục, và 2 chương trình chuyên nghiệp (Y học và Luật) cho sinh viên của trường. Tất cả sinh viên cần phải ghi danh và hoàn tất chương trình học của mình để được nhà trường cấp bằng, và trường đại học chưa bao giờ trao bằng danh dự cho bất kỳ cá nhân nào.

### Quỹ học bổng
Học bổng Jefferson là học bổng thành tích có tính cạnh tranh cao nhất tại Hoa Kỳ. Mỗi năm, khoảng 30 sinh viên sẽ được chọn lọc từ một nhóm gồm 4.500 thí sinh do các trường đại học đề cử, và mỗi trường chỉ có thể đề cử 1 sinh viên. Với tài trợ bao gồm toàn bộ học phí, sách vở, và ăn ở, học bổng cũng cung cấp tài chính cho các sinh viên tham gia các chương trình trải nghiệm mùa hè, nghiên cứu độc lập, và học tập ở nước ngoài.
Chương trình Học giả Echols của Trường Nghệ thuật và Khoa học và Học giả Rodman của Trường Kỹ thuật và Khoa học Ứng dụng với khoảng 6–7% sinh viên đại học được phép ghi danh không hỗ trợ tài chính cho sinh viên. Tuy nhiên, những sinh viên trong các chương trình trên sẽ nhận được các sự tư vấn đặc biệt, ưu tiên đăng ký khóa học, cư trú tại một khu vực riêng ở ký túc xá, và có ít ràng buộc về các ngoại khóa hơn các sinh viên khác.
Học bổng miễn học phí toàn phần được trao cho mỗi sinh viên có thường trú tại bang Virginia và đến từ các gia đình có thu nhập dưới 80.000 đô la mỗi năm. Mỗi sinh viên có thường trú tại bang và đến từ các gia đình có thu nhập dưới 30.000 đô la mỗi năm cũng nhận thêm tiền ăn ở miễn phí. Những quỹ học bổng này là sáng kiến của Giám đốc Ryan, người đã công bố chúng khi nhậm chức vào năm 2018.

### Nghiên cứu
Đại học Virginia là thành viên đầu tiên và lâu nhất của Hiệp hội các trường đại học Mỹ ở miền Nam nước Mỹ khi trường trở thành thành viên vào năm 1904. Trường đại học được xếp hạng "R1: Trường bậc cao học với nhiều hoạt động nghiên cứu".
Theo Quỹ Khoa học Quốc gia, Đại học Virginia đã chi 614 triệu đô la cho lĩnh vực nghiên cứu và phát triển vào năm 2019, xếp thứ 44 trên toàn quốc và thứ 1 ở Virginia. Được xây dựng vào năm 1996, cơ sở North Fork (trước đây là Công viên Nghiên cứu Đại học Virginia hay UVA Research Park) là một công viên nghiên cứu rộng 3,7 triệu foot vuông cách khu Grounds của Đại học Virginia 9 dặm về phía bắc. 562 mẫu Anh tại cơ sở này được dành để xây dựng khu công nghệ cao. Đồng thời, nơi đây còn có Viện Nghiên cứu Ứng dụng Đại học Virginia cũng như nhiều các công ty nghiên cứu và phát triển (R&D) tư nhân khác như Battelle, Tập đoàn MITRE, Signature Science, và CACI.
Đại học Virginia cũng là một cơ sở nghiên cứu được công nhận trên toàn cầu trong việc phát triển chương trình bay siêu thanh cho cơ quan NASA và các tổ chức khác. Lực lượng Không quân Hoa Kỳ, Quỹ Khoa học Quốc gia, và Trung tâm Quốc gia về Động cơ Chu kỳ Kết hợp Siêu âm (National Center for Hypersonic Combined Cycle Propulsion) đã tài trợ hàng triệu USD cho các nghiên cứu chuyên sâu đang diễn ra tại trường về phát triển các chuyến bay vận tốc cực cao. Từ năm 2015, sau khi nhận được tài trợ từ Bộ Năng lượng Hoa Kỳ, một nhóm của Đại học Virginia do giáo sư kỹ thuật cơ khí Eric Loth dẫn đầu đã bắt đầu nghiên cứu về thiết kế của tua-bin gió ngoài khơi có khả năng chịu đựng thời tiết khắc nghiệt ngoài biển. Thiết kế sáng tạo lấy cảm hứng từ cây cọ đã khiến Loth được ghi tên vào danh sách "The Brilliant Minds Behind The New Energy Revolution (tạm dịch: Những bộ óc thông minh đằng sau cuộc cách mạng năng lượng mới)" của tờ Popular Science.
Đại học Virginia được Science công nhận là có 2 trong số 10 khám phá khoa học hàng đầu trên thế giới vào năm 2015. Nghiên cứu đột phá đầu tiên là khi các nhà nghiên cứu của Trường Y khoa Đại học Virginia, do Jonathan Kipnis và Antoine Louveau dẫn đầu, đã phát hiện ra các mạch mà trước đây con người chưa từng được biết đến. Các mạch này được phát hiện kết nối trực tiếp não người với hệ bạch huyết. Khám phá này đã "redrew the map (tạm dịch: vẽ lại bản đồ)" của hệ thống bạch huyết, viết lại sách giáo khoa y học lúc bấy giờ, và đánh đổ niềm tin lâu nay về cách hệ thống miễn dịch hoạt động trong não. Đồng thời, khám phá này có thể giúp ích rất nhiều trong việc chống lại các bệnh thần kinh gây ra bởi bệnh đa xơ cứng hay bệnh Alzheimer. Nghiên cứu đột phá thứ hai được toàn cầu công nhận trong năm 2015 là khi giáo sư tâm lý học Brian Nosek của trường Đại học Virginia kiểm tra khả năng tái lập kết quả của 100 nghiên cứu tâm lý học, và ông nhận thấy chưa đến một nửa cho kết quả trùng khớp với các nghiên cứu trước đó. Phát hiện này có thể có những tác động sâu sắc đến cách các nghiên cứu tâm lý được thực hiện và ghi lại kết quả. Hơn 270 nhà nghiên cứu đến từ 5 châu lục và 22 sinh viên và giảng viên từ Đại học Virginia đã được liệt kê là đồng tác giả của bài báo khoa học trên.
Trong lĩnh vực vật lý thiên văn, Đại học Virginia là thành viên của một hiệp hội tham gia xây dựng và vận hành Kính Viễn vọng Hai mắt Lớn trong Đài thiên văn quốc tế Mount Graham tọa lạc ở dãy núi Pinaleno vùng đông nam bang Arizona. Trường đại học cũng là thành viên của Hiệp hội Nghiên cứu Vật lý Thiên văn, nơi vận hành kính viễn vọng tại Đài thiên văn Apache Point tại New Mexico và Hiệp hội Các Trường Đại học Nghiên cứu về Thiên văn học, nơi vận hành Đài Quan sát Thiên văn Quang học Quốc gia, Đài thiên văn Gemini, và Viện Khoa học Kính Viễn vọng Không gian. Ngoài ra, Đại học Virginia là nơi đặt trụ sở của Đài Quan sát Thiên văn Vô tuyến Quốc gia. Trung tâm này vận hành Kính viễn vọng Green Bank tại West Virginia và Kính Viễn vọng Vô tuyến Very Large Array nổi tiếng trong bộ phim tài liệu truyền hình Cosmos và phim Contact của Carl Sagan. Ngoài ra, Trung tâm Khoa học Bắc Mỹ Atacama Large Millimeter Array cũng tọa lạc tại NRAO ở Charlottesville. Vào năm 2019, các nhà nghiên cứu tại NRAO là đồng tác giả của một nghiên cứu ghi lại việc phát hiện ra một cặp bóng bay với hình đồng hồ cát khổng lồ phát ra sóng vô tuyến từ trung tâm Dải Ngân hà.

### Đổi mới sáng tạo
Thành phố Charlottesville được mệnh danh là khu đô thị phát triển nhanh nhất trong lĩnh vực đầu tư mạo hiểm tại Hoa Kỳ với 27,7 triệu đô la tài trợ hàng năm tính đến năm 2015. Phần lớn các công ty khởi nghiệp thành công tại Charlottesville được thành lập hoặc tài trợ bởi sinh viên bậc đại học và cao học của Đại học Virginia. Một ví dụ về công ty khởi nghiệp do sinh viên đại học thành lập là Reddit, trang web có lượng truy cập nhiều thứ 7 tại Hoa Kỳ với hàng trăm tỷ lượt xem hàng năm tính đến tháng 7 năm 2021. Công ty này được thành lập bởi Steve Huffman và Alexis Ohanian, và 2 người là bạn cùng phòng ký túc tại Đại học Virginia vào năm 2005. Họ lần lượt là sinh viên của Trường Kỹ thuật và Khoa học Ứng dụng và Trường Thương mại McIntire. Với việc phát triển quá nhanh chóng, Reddit hiện đã dời trụ sở đến Thành phố San Francisco. Một ví dụ khác là CNET, một trang web đã trở thành nguồn tin tức về lĩnh vực công nghệ được đọc nhiều nhất trên Web, với hơn 200 triệu người đọc mỗi tháng, nằm trong số 200 trang web được truy cập nhiều nhất trên toàn cầu tính đến năm 2015.
Ngoài McIntire và SEAS, Trường Darden đã đào tạo ra những sinh viên tốt nghiệp và doanh nhân với tính sáng tạo cao. Ví dụ, một loại găng tay có thể giúp phục hồi chức năng cho bệnh nhân đột quỵ đã được một sinh viên tốt nghiệp trường Darden ở Hàn Quốc đưa ra thị trường vào năm 2015. Theo một nghiên cứu của các nhà nghiên cứu tại Trường Darden và Đại học Stanford, các cựu sinh viên Đại học Virginia đã thành lập hơn 65.000 công ty và tuyển dụng 2,3 triệu người trên toàn thế giới với doanh thu toàn cầu hàng năm là 1,6 nghìn tỷ đô la.

### Xếp hạng
Trong báo cáo năm 2022, trang US News & World Report đã xếp hạng Đại học Virginia đứng vị trí thứ 25 trong tổng số các trường đại học trên toàn Hoa Kỳ, thứ 3 trong số các trường đại học công lập, và thứ 110 trong tổng số các trường đại học trên toàn cầu. Đồng thời, báo cáo cũng chỉ ra Chương trình Kinh doanh Chương trình Quản lý Kinh doanh của Đại học Virginia lần lượt thuộc top 8 và top 3 trên toàn quốc.
Trong số các trường đào tạo chuyên nghiệp của Đại học Virginia, bảng xếp hạng năm 2021 của US News & World Report đã xếp Trường Khoa Luật của trường đứng thứ 8 về tổng thể và thứ 1 trong số các trường đại học công lập. Đồng thời, các chương trình đào tạo bậc cao học của Trường Kinh doanh Darden xếp thứ 11 về tổng thể và thứ 2 trong số các trường đại học công lập. Trường Y đứng thứ 6 về tổng thể trong lĩnh vực "Chăm sóc ban đầu" và đứng thứ 29 tổng thể trong hạng mục "Nghiên cứu". Trường Kỹ thuật thuộc top 41 trong các trường tại Hoa Kỳ. Trong bảng xếp hạng năm 2015, tờ The Economist liệt kê Darden đứng thứ 2 trên toàn cầu và thứ 1 trong số các trường công tại Hoa Kỳ.
Tạp chí Washington Monthly xếp hạng Đại học Virginia thứ 28 trong bảng xếp hạng các trường đại học quốc gia năm 2020 dựa trên sự đóng góp của trường cho lợi ích công cộng, được đo bằng tính di động của xã hội, nghiên cứu và thúc đẩy dịch vụ công cộng. Trong báo cáo năm 2016, tờ Business Insider cố gắng đo lường sự chuẩn bị của các trường đại học trong đào tạo lực lượng lao động chuyên nghiệp và xếp hạng Đại học Virginia thứ 9 về tổng thể và thứ 1 trong số các trường đại học công lập.

### Các vinh danh khác
Đại học Virginia được công nhận do có tỷ lệ sinh viên người Mỹ gốc Phi tốt nghiệp cao nhất trong số các trường đại học công lập tại Hoa Kỳ. Trong xuất bản mùa thu năm 2005 của tạp chí Journal of Blacks in Higher Education, một bài viết đã nhận định rằng Đại học Virginia "has the highest black student graduation rate of the Public Ivies (tạm dịch: có tỷ lệ sinh viên da đen tốt nghiệp cao nhất trong nhóm Public Ivies)" và "by far the most impressive is the University of Virginia with its high black student graduation rate and its small racial difference in graduation rates (tạm dịch: cho đến nay, Đại học Virginia gây ấn tượng nhất với tỷ lệ cao sinh viên da đen được tốt nghiệp và ít sự khác biệt về chủng tộc trong tỷ lệ tốt nghiệp)."

### Tuyển sinh và hỗ trợ tài chính
Trong kỳ tuyển sinh bậc đại học cho Khóa 2023, Đại học Virginia đã nhận được một lượng đăng ký kỷ lục với khoảng 40.815 đơn đăng ký. Tỷ lệ chấp nhận nhập học trong năm là khoảng 24%. Khoảng 40% những sinh viên được chấp nhận không phải là người da trắng. Sinh viên trúng tuyển đến từ tất cả 50 tiểu bang tại Hoa Kỳ và 147 quốc gia trên thế giới. Theo luật của bang Virginia, Đại học Virginia được yêu cầu phải chấp nhận và giữ 2/3 tổng số sinh viên bậc đại học đến từ nhóm ứng viên có thường trú tại bang. Do đó, tỷ lệ chấp nhận của trường đối với sinh viên có thường trú trong bang (36%) gần gấp đôi tỷ lệ sinh viên thường trú ngoài bang Virginia (19%) tính đến năm 2019. Trường đại học đã chứng kiến sự gia tăng ổn định trong nhóm ứng viên của mình trong những thập kỷ gần đây và số lượng đơn đăng ký đã tăng hơn gấp đôi kể từ khi Khóa 2008 nhận được 15.094 đơn đăng ký. Tính đến năm 2014, 93% ứng viên được nhận đã từng là top 10 tại trường trung học phổ thông của họ.
Tại lễ nhậm chức vào mùa thu năm 2018, Giám đốc James Ryan đã tuyên bố sinh viên trong bang xuất thân từ các gia đình có thu nhập dưới 80.000 đô la một năm sẽ nhận được học bổng học phí toàn phần. Những người từ các gia đình có thu nhập dưới 30.000 đô la cũng sẽ được thêm miễn phí tiền ăn ở. Trường đại học đã đáp ứng 100% nhu cầu cho tất cả sinh viên đại học được nhận vào học, và điều này đã giúp trường trở thành một trong hai trường đại học công lập duy nhất ở Hoa Kỳ đạt được mức hỗ trợ tài chính này dành cho sinh viên của mình. Trong năm 2014, trường đại học xếp hạng thứ 4 tổng thể theo Princeton Review cho hạng mục "Great Financial Aid (tạm dịch: Hỗ trợ tài chính tốt)". Năm 2008, Trung tâm Giá cả phải chăng và Năng suất Đại học (Center for College Affordability and Productivity) đã xếp hạng Đại học Virginia thuộc top trường có giá trị trong số tất cả các trường cao đẳng và đại học công lập tại Hoa Kỳ. Vào năm 2009, Đại học Virginia một lần nữa được vinh danh là "No.1 Best Value (tạm dịch: Giá trị tốt nhất số 1)" trong số các trường đại học công lập ở Hoa Kỳ trong một bảng xếp hạng riêng của USA Today và Princeton Review. Kiplinger vào năm 2014 đã xếp hạng Đại học ở vị trí thứ 2 trong số 100 trường cao đẳng và đại học công lập có giá trị tốt nhất trên toàn quốc.
Tuyển sinh vào các chương trình cao học và chuyên nghiệp có tính chọn lọc cao. Tính đến năm 2019, điểm LSAT (tên đầy đủ: Law School Admission Test - một bài thi đầu vào các trường Luật tại Hoa Kỳ) trung bình của ứng viên là 169 (trên thang tổng điểm từ 120 đến 180) tại Trường Luật. Trong khi đó, tại Trường Kinh doanh Darden, điểm GMAT (tên đầy đủ: Graduate Management Admission Test) trung bình là 718 (trên thang tổng điểm từ 200 đến 800).

## Đời sống sinh viên
Đời sống sinh viên tại Đại học Virginia tạo dấu ấn thông qua một số truyền thống độc đáo. Một số ví dụ về nét độc đáo trong đời sống tại ngôi trường này có thể được nhận thấy qua việc đặt tên khuôn viên của trường đơn giảng chỉ là Khu Grounds (hay Khu đất). Ngoài ra, mặc dù trong tiếng Anh, hay danh từ "first-year" và "freshmen" đều mang nghĩa là sinh viên năm nhất, và từ "freshmen" thường thông dụng hơn tại Hoa Kỳ, các sinh viên năm nhất tại Đại học Virginia lại được gọi là "first-year". Tương tự, sinh viên năm hai sẽ được gọi là "second-year" (thay vì tên thông dụng "sophmores"), sinh viên năm ba được gọi là "third-year" (thay vì "juniors"), và sinh viên năm tư sẽ được gọi là forth-year (thay vì "seniors"). Việc gọi tên như trên phản ánh niềm tin của Jefferson rằng việc học là một quá trình xuyên suốt cuộc đời, chứ không phải là một quá trình kết thúc sau bốn năm.

### Tương tác và kết nối giữa sinh viên và giảng viên
Theo truyền thống, các giáo sư tại đại học Virginia thường được sinh viên gọi là "Mr. (Ông)" hoặc "Ms. (Bà)" thay vì "Doctor (Tiến sĩ)" (với ngoại lệ là những giảng viên có bằng bác sĩ hay "Doctor of Medicine") để tôn trọng mong muốn của Jefferson về một môi trường giáo dục được bình đẳng về ý kiến, không phân biệt đối xử dựa trên thành tích, và không bị gánh nặng bởi chức danh. Ngoài ra, trường đại học cũng tạo điều kiện cho thúc đẫy sự tương tác giữa sinh viên và giáo sư theo một số cách khác.
Sinh viên năm thứ nhất của trường Nghệ thuật và Khoa học có cơ hội tham gia hai lớp Hội nghị Chuyên đề Đại học (University Seminars) mỗi học kỳ một lần. Sau này, các lớp học này cũng được cung cấp cho các sinh viên khóa trên. Với chỉ từ 4 đến 19 học viên, các lớp học nhỏ này tạo cơ hội cho sinh viên có thể làm việc chặt chẽ với các giáo sư tại trường ngay từ những bước đầu tiên trong hành trình học tập của mình. Các nhóm học nhỏ cũng giúp tạo điều kiện thuận lợi cho các cuộc thảo luận thường xuyên và hăng hái giữa các sinh viên.
Một số giảng viên tiêu biểu của trường sinh sống tại Cao đẳng Brown ở Monroe Hill, Cao đẳng Hereford, Cao đẳng Ký túc Quốc tế, và ở các tòa nhà Pavilions trên khu Lawn. Việc bố trí trên tạo nhiều cơ hội cho các giáo sư tại trường có thể mời những sinh viên của mình đến dùng bữa trưa và bữa tối tối. Ngày nay, điều này vẫn mà thường xuyên diễn ra trong khuôn viên Đại học Virginia. Đồng thời, các cuộc gặp gỡ cũng tạo cơ hội cho nhiều tương tác ngẫu hứng giữa giảng viên và sinh viên sinh sống xung quanh khu Grounds.
Để có thể diễn tả được sự tương tác chặt chẽ giữa sinh viên và giảng viên, vào năm 1957, Đại học Virginia đã chào đón nhà văn đoạt giải Nobel William Faulkner đến sống trải nghiệm trong khu ký túc xá của trường với vị trí "Writer-in-Residence (tạm dịch: Nhà văn trong khu ký túc xá)". Ông không có trách nhiệm giảng dạy và chỉ được trả tiền để sống với các sinh viên và viết lách. Faulkner không may bị thương nặng trong một tai nạn cưỡi ngựa vào năm 1959, và ông không thể trở lại Virginia  trước khi qua đời vào năm 1962. Faulkner sau đó đã để lại phần lớn các bài báo của mình cho Thư viện Alderman, và điều này đã mang lại cho trường đại học một kho lưu trữ về nhà văn Faulkner lớn nhất trên thế giới.

### Các sáng kiến thúc đẩy công dân toàn cầu
Cao đẳng Ký túc Quốc tế là một trường cao đẳng nội trú tại Đại học Virginia được thành lập nhằm thu hút và tôn vinh sinh viên từ khắp nơi trên thế giới chọn theo học tại ngôi trường. Đây là một trong ba trường ký túc lớn của trường. Sinh viên sinh sống tại đây đến từ 45 quốc gia trên thế giới và chiếm khoảng 40% tổng số sinh viên. Tuy nhiên, những sinh viên trong nước cũng được khuyến khích sống tại khu ký túc này để tìm hiểu thêm về các quốc gia mà bạn cùng lớp của họ được sinh ra và từng đến trước khi theo học tại trường.
Đại học Virginia trước đây là nhà tài trợ về mặt học thuật cho Khóa Học kỳ trên Biển (Semester at Sea), một chương trình du học đa quốc gia được thực hiện trên một con tàu du lịch.
Vào năm 2015, Đại học Virginia đã nhận được Giải thưởng Paul Simon về Quốc tế hóa Toàn diện (Paul Simon Award for Comprehensive Internationalization) do Hiệp hội Các Nhà Giáo dục Quốc tế (Association of International Educators) trao tặng. Giải thưởng này khẳng định sự thành công và cam kết của trường đại học trong việc giáo dục sinh viên trên phạm vi toàn cầu cũng như trong nước.

### Các cơ hội rèn luyện kỹ năng lãnh đạo cho sinh viên
Đại học Virginia tạo một số cơ hội giúp sinh viên bậc đại học rèn luyện kỹ năng lãnh đạo bên ngoài xã hội thay vì chỉ gói gọn trong khuôn viên trường qua các hoạt động trong hội đồng sinh viên hoặc các hội nam sinh và nữ sinh như tại nhiều trường đại học khác. Các hoạt động mà trường cung cấp bao gồm cơ hội tham gia các hội kín, các ủy ban kỷ luật do sinh viên điều hành. Ngoài ra, thông qua cơ hội được cấp phép sống trong trên khu Lawn danh dự, sinh viên năm thứ tư được công nhận là đang ở đỉnh cao trong khả năng lãnh đạo.
Trường Lãnh đạo và Chính sách công Frank Batten, được thành lập vào năm 2007, đã mở ra thêm các cơ hội lãnh đạo độc đáo khác cho sinh viên thông qua việc nghiên cứu "Lãnh đạo" như một môn học trọng tâm liên ngành. Cụ thể hơn, môn học này được xây dừng thông qua việc liên kết chặt chẽ giữa trường Frank Batten với nhiều trường khoa khác thuộc trường đại học Virgnia như trường Kiến trúc, Giáo dục, các trường Kỹ thuật, Luật, Y khoa, và Darden, cũng như các chương trình về chính trị, kinh tế, và đạo đức ứng dụng.
Đại học Virginia có một lịch sử lâu dài liên quan các nhà hoạt động sinh viên, những người đã thành lập các nhóm hoạt động chính trị và tôn giáo và tạo nên một môi trường cấp tiến để đấu tranh cho những biến đổi trong xã hội. Một giai đoạn hoạt động đặc biệt sôi nổi của sinh viên tại trường diễn ra vào những năm 1970 trong cuộc đình công Ngày tháng Năm chống lại Chiến tranh Việt Nam. Gần đây hơn, Trường Giáo dục Curry và Trung tâm Youth-Nex (Youth-Nex Center) của Đại học Virginia đã tổ chức một hội nghị quốc gia vào năm 2019 để thúc đẩy thêm các hoạt động xã hội mang tính tích cực của sinh viên tại trường.

### Các hội kín
Các hội kín của sinh viên đã tồn tại trên khu Grounds ngay từ đầu thế kỷ 19. Các hội kín này đã là một phần trong đời sống sinh viên Đại học Virginia kể từ khóa sinh viên đầu tiên vào năm 1825. Trường đại học có số lượng các hội sinh viên đạt đỉnh trong khoảng thời gian 75 năm từ 1875 đến 1950. Hiện nay, trường có 6 hội kín vẫn duy trì hoạt động với lịch sử hơn 100 năm, và cũng có một số hội mới hơn được thành lập sau này.

### Hệ thống danh dự
Hệ thống danh dự (hay còn được hiểu là hệ thống kỷ luật) đầu tiên của Hoa Kỳ được hệ thống hóa bởi một giáo sư trường Luật tại Đại học Virginia mang tên Henry St. George Tucker, Sr. vào năm 1842 sau khi một vị giáo sư khác là đồng nghiệp của ông bị bắn chết trên khu Lawn. Có ba nguyên lý cơ bản trong hệ thống kỷ luật này: sinh viên không được nói dối, gian lận, hoặc ăn cắp. Trong suốt 180 năm, hệ thống này là một "single sanction system (tạm dịch: hệ thống xử phạt 1 lần)". Hay hiểu cách khác, việc rằng vi phạm bất kỳ tội nào trong ba tội trên, dù chỉ là lần đầu tiên, đều sẽ bị đuổi khỏi trường đại học. Vào mùa xuân năm 2022, sau nhiều thập kỷ bị chỉ trích, và hệ thống danh dự cũ không còn nhận được nhiều sự ủng hộ, một đề xuất thay thế hình phạt đuổi học bằng đình chỉ 2 học kỳ đã thông qua sau một cuộc trưng cầu ý kiến sinh viên với hơn 80% phiếu thuận. Hệ thống mới có hiệu lực ngay lập tức.
Hệ thống danh dự được dự định sẽ do các sinh viên điều hành và quản lý. Nếu bị buộc tội, sinh viên sẽ bị xét xử trước các bạn của họ, và những người bạn này, thay vì là giảng viên của trường, sẽ đóng vai trò là cố vấn hoặc bồi thẩm đoàn. Mặc dù các nguồn lực tài chính nhằm hỗ trợ cho sự tồn tại của Ủy ban Danh dự (Honor Committee) đã bị cắt giảm sau hàng loạt các vụ bê bối và gian lận, chẳng hạn như trường hợp 122 sinh viên bị nghi ngờ gian lận trong nhiều năm theo một cuộc khảo sát Vật lý vào năm 2001, hay bởi các vụ kiện liên bang nhằm thách thức sự tồn tại của hệ thống danh dự, các phán quyết của Ủy ban Danh dự rất hiếm khi bị đảo ngược. Trong suốt lịch sử của trường, chỉ có một trường hợp duy nhất được ghi nhận về sự can thiệp trực tiếp của cơ quan quản lý Đại học Virginia vào quá trình tố tụng của hệ thống danh dự trong phiên tòa xét xử và tái thẩm trường hợp của một sinh viên tên Christopher Leggett.

### Các hoạt động sinh viên
Nhiều sự kiện cho sinh viên Đại học Virginia được tổ chức tại khu Lawn và khắp nơi trên khu Grounds. Một trong những sự kiện lớn nhất tại trường là Springfest được tổ chức bởi Hội đồng Các Chương trình Đại học (University Programs Council). Sự kiện này diễn ra vào mùa xuân hàng năm với các hoạt động như một buổi hòa nhạc lớn và miễn phí, các nhà hơi, và trò chơi khác nhau. Một sự kiện và truyền thống phổ biến khác là Thắp sáng khu Lawn (Lighting of the Lawn). Được tổ chức lần đầu vào năm 2001 để tưởng nhớ đến Cuộc tấn công ngày 11 tháng 9, sự kiện này bao gồm một buổi trình diễn ánh sáng và âm nhạc trên khu Lawn. Một sự kiện phổ biến khác là Foxfield, một sự kiện tụ họp giao lưu kết hợp đua ngựa vượt chướng ngại vật diễn ra ở Quận Albemarle vào tháng 4 hằng năm với hàng nghìn sinh viên từ Đại học Virginia và các trường đại học lân cận đến tham dự.
Tòa nhà các dịch vụ đời sống sinh viên được gọi là Newcomb Hall. Tòa nhà này là nơi có Trung tâm Hoạt động Sinh viên (Student Activities Center hay SAC) và Trung tâm Hoạt động Truyền thông (Media Activities Center hay MAC), nơi các nhóm sinh viên có thể nhận tư vấn về rèn luyện kỹ năng lãnh đạo, sử dụng các tài nguyên trên máy tính, photocopy, cũng như sử dụng một số phòng họp cho các nhóm sinh viên. Hội đồng Sinh viên (Student Council hay StudCo), một cơ quan tự quản của sinh viên, tổ chức các cuộc họp vào thứ Ba lúc 6:30 chiều trong Phòng họp Newcomb South (Newcomb South Meeting Room) trong tòa nhà này. Ngoài ra, Hội đồng Sinh viên cũng thường xuyên tổ chức giờ làm việc hành chính và các cuộc họp ủy ban trong Phòng Hội đồng và Chương trình Newcomb (Newcomb Programs and Council hay PAC) mới được cải tạo. PAC cũng là nơi làm việc của Hội đồng Các Chương trình Đại học (University Programs Council) và Các Hội đồng Lớp (Class Councils). Tầng hầm Newcomb là nơi đặt cả văn phòng của các tờ báo sinh viên độc lập như The Statement, The Cavalier Daily, và Consortium of University Publications.
Năm 2005, trường đại học được tạp chí Newsweek vinh danh là "Nơi hấp dẫn nhất về thể hình (Hottest for Fitness)", một phần là do 94% sinh viên sử dụng một trong bốn cơ sở thể thao trong nhà của trường. Một cơ sở đặc biệt nổi tiếng là Trung tâm Thể hình và Thể thao dưới Nước (Aquatics and Fitness Center) tọa lạc đối diện với Ký túc xá Alderman. Đại học Virginia đã gửi nhiều cá nhân đến Tổ chức Hòa bình vào năm 2006 và 2008 hơn bất kỳ trường đại học "cỡ trung (medium-sized)" nào khác ở Hoa Kỳ. Hoạt động tình nguyện tại trường đại học tập trung quanh tòa nhà Madison House, nơi mang đến nhiều cơ hội để phục vụ người khác. Các chương trình được cung cấp tại đây như dạy kèm hay cải thiện nhà ở. Ngoài ra, sinh viên cũng có thể tham gia một tổ chức có tên là Hoos Against Hunger với mục tiêu cung cấp thức ăn thừa từ các nhà hàng cho những người vô gia cư ở thành phố Charlottesville thay vì để chúng bị vứt bỏ. Trường đại học cũng có nhiều chương trình tình nguyện khác để sinh viên có nhiều cơ hội tham gia hơn.
Cũng như ở nhiều trường đại học, sử dụng rượu hay các loại thức uống có cồn là một phần trong đời sống xã hội của nhiều sinh viên bậc đại học. Các mối lo ngại tập trung chủ yếu vào một xu hướng trước đây của sinh viên năm thứ tư uống quá nhiều rượu trong ngày diễn ra trận bóng bầu dục cuối cùng trên sân nhà. Vào tháng 9 năm 2006, Giám đốc Casteen đã công bố khoản quyên góp 2,5 triệu đô la từ công ty Anheuser-Busch để tài trợ cho Viện Tiêu chuẩn Xã hội (Social Norms Institute) mới có trụ sở tại Đại học Virginia . Người phát ngôn cho biết: "the goal is to get students to emulate the positive behavior of the vast majority of students (mục tiêu là để sinh viên bắt chước hành vi tích cực của đại đa số đông các sinh viên khác)". Mặt khác, trường đại học được xếp hạng 1 trong danh sách top 10 các trường với nhiều tiệc tùng nhất trong năm 2012 của tạp chí Playboy dựa trên xếp hạng về các hoạt động tình dục, thể thao, và cuộc sống về đêm.

### Các hội nam sinh và nữ sinh
Đại học Virginia có một số hội nam sinh và hội nữ sinh trong khuôn viên trường, bao gồm cả các hội nam sinh và hội nữ sinh truyền thống. Đồng thời, trường cũng có các hội nam sinh đặc biệt với các lý tưởng và mục tiêu giống nhau trong công tác đào tạo chuyên nghiệp, phục vụ cộng đồng, hay hội có thành tích danh dự. Thời kỳ ban đầu, đời sống xã hội tại trường đại học bị chi phối bởi các hội tranh luận. Chi hội nam sinh đầu tiên được thành lập tại Đại học Virginia là Delta Kappa Epsilon vào năm 1852, và nó nhanh chóng được nhiều chi hội khác theo sau. Ngoài ra, Đại học Virginia còn là nơi sản sinh ra 2 hội nam sinh quốc gia là Kappa Sigma và Pi Kappa Alpha mà ngày nay vẫn còn tồn tại ở trường.
Trong suốt thế kỷ 20, vai trò của các tổ chức này trong khuôn viên trường được mở rộng để bao gồm các hội nữ sinh, hội nam sinh và hội nữ sinh chuyên nghiệp, hội nam sinh phục vụ cộng đồng, hội danh dự, hội nam sinh và nữ sinh da đen, và hội nam sinh và nữ sinh đa văn hóa. Khoảng 30% sinh viên tại trường là thành viên của các hội nam sinh và hội nữ sinh, và thêm một số các sinh viên khác tham gia vào các hội nam sinh chuyên nghiệp, dịch vụ cộng đồng, và danh dự. "Tuyển chọn và tuyên thệ (rush and pledging)" được diễn ra trong học kỳ mùa xuân đối với hầu hết các tổ chức. Chi hội Kappa Sigma và Hiệp hội Kỹ thuật Trigon (Trigon Engineering Society) được đặt một văn phòng dành riêng trên khu Lawn, trong khi chi Hội Pi Kappa Alpha được đặt một văn phòng cho sinh viên bậc đại học trên khu Range.

### Phương tiện công cộng
Một tập hợp các tuyến xe buýt do trường đại học điều hành mang tên Dịch vụ Vận chuyển Đại học (University Transit Service) kết nối các địa điểm trong khu Grounds của Đại học Virginia với các bến xe liền kề. Ngoài ra, hệ thống xe buýt còn được bổ trợ bởi một loạt các tuyến xe buýt do Charlottesville Area Transit điều hành kết nối Đại học Virginia với các khu vực khác của thành phố Charlottesville. Bộ Giao thông Vận tải bang Virginia (Virginia Department of Transportation) quản lý các con đường bên trong khuôn viên trường đại học mang tên Quốc lộ 302 (State Route 302).
Ga Charlottesville Union nằm cách Đại học Virginia 0,6 dặm (0,97 km). Từ đây, các chuyến tàu chở khách tiết kiệm năng lượng của hãng Amtrak kết nối thành phố Charlottesville với các nơi khác trên ba tuyến đường: Cardinal (chặng Chicago đến Thành phố New York), Crescent (chặng New Orleans đến Thành phố New York) và Northeast Regional (chặng Virginia đến Boston). Chyến tàu đường dài tuyến Cardinal hoạt động 3 lần 1 tuần, trong khi tàu chuyến Cresent và Northeast Regional đều có các chuyến tàu chạy hàng ngày. Sân bay Charlottesville–Albemarle, cách trường khoảng 13 km, có các chuyến bay thẳng đến Chicago, New York, Atlanta, Charlotte, và Philadelphia. Sân bay Quốc tế Richmond lớn hơn cách trường 77 dặm (124 km) về phía đông nam, và Sân bay Quốc tế Dulles với quy mô lớn hơn nữa cách trường 99 dặm (159 km) về phía đông bắc. Những sân bay này lần lượt kết nối với Đại học Virginia thông qua Xa lộ Liên tiểu bang 64 và Quốc lộ Hoa Kỳ 29. Cả hai tuyến đường trên đều là đường cao tốc chính của bang và thường xuyên xảy ra tình trạng kẹt xe.
Vào năm 2018, dịch vụ xe buýt Megabus bắt đầu hoạt động tại thành phố Charlottesville với các tuyến xe tốc hành giá rẻ đến và đi từ thủ đô Washington, D.C. Ngoài ra, Megabus cũng chạy tới với tần suất 4 chuyến mỗi ngày từ Charlottesville đến Thành phố New York với một số điểm dừng giữa các chuyến. Giống như các chuyến tàu, điểm dừng của Megabus nằm ở gần các ga tàu của Amtrak.

## Hoạt động thể thao
Trong những năm gần đây, Đại học Virginia nằm trong top đầu về các chương trình thể thao của trường đại học. Vào năm 2015 và 2019, Đại học Virginia đã giành được Capital One Cup ở cấp quốc gia cho thành tích xuất sắc ở các môn thể thao nam. Từ năm 1923, các đội thể thao và vận động viên đại diện cho Đại học Virginia được mệnh danh là Cavaliers (kỵ binh), và tên gọi này đã tồn tại trước khi đội Cleveland Cavaliers của giải NBA được thành lập gần nửa thế kỷ.
Vào năm 2019, đội bóng rổ nam của trường đã giành chức vô địch NCAA tại March Madness, một giải bóng rổ đại học cấp quốc gia với vòng đấu loại trực tiếp. Công ty phân tích dữ liệu YouGov thăm dò ý kiến của các khán giả Mỹ trong cùng năm và người xem đã đánh giá giải đấu này là sự kiện thể thao cấp đại học thú vị nhất. Vào năm 2015, khi trường lần đầu tiên giành được Capital One Cup, các đội của trường cũng đã giành được Cúp Đại học (College Cup) năm 2014 ở bộ môn bóng đá, Giải Vô địch Thế giới cấp Đại học (College World Series) năm 2015 ở bộ môn bóng chày, và Giải Vô địch Quần vợt NCAA năm 2015. Khi lặp lại kỳ tích vào năm 2019, đoàn thể thao của trường đã giành được cả chức vô địch tại March Madness và Giải vô địch bóng chuyền nam 2019.
Giám đốc thể thao của Đại học Virginia là Carla Williams. Bà là người phụ nữ Mỹ gốc Phi đầu tiên giữ vị trí này tại một trường đại học thuộc Hội nghị Power Five quyền lực. Giám đốc thể thao trước đó là Craig Littlepage, và ông là người Mỹ gốc Phi đầu tiên giữ chức vụ trên tại một trường thuộc ACC. Littlepage đã giữ vị trí này trong suốt 16 năm, và dưới sự lãnh đạo của ông, Đại học Virginia đã bổ sung thêm nhiều huấn luyện viên với nhiều thành công và gần như đạt đến đỉnh cao trong sự nghiệp thể thao của họ. Một số vị huấn luyện viên tiêu biểu bao gồm Nhà vô địch NCAA Tony Bennett, Lars Tiffany, Brian O'Connor, Todd DeSorbo, và Bronco Mendenhall. Trong số các huấn luyện viên có nhiệm kỳ dài hơn, George Gelnovatch đã giành được 2 chức vô địch quốc gia bóng đá nam NCAA kể từ năm 2009. Steve Swanson đã dẫn dắt các đội bóng đá nữ giành được 6 danh hiệu ACC và 24 mùa giải liên tiếp vô địch. Kevin Sauer đã dẫn dắt đội chèo thuyền nữ đến 2 danh hiệu NCAA kể từ năm 2010.

### Các giải vô địch
Chỉ riêng trong thế kỷ 21, các đội thể thao của Đại học Virginia đã giành được 17 chức vô địch NCAA. Các đội nam đã giành được danh hiệu NCAA trong các môn bóng rổ (2019), bóng vợt (2003, 2006, 2011, 2019, và 2021), bóng chày (2015), bóng đá (2009 và 2014) và quần vợt (2013, 2015, 2016, 2017, 2022, và 2023). Đội tuyển nữ của trường đã giành được các danh hiệu NCAA ở các bộ môn chèo thuyền (2010 và 2012) và bơi và lặn (2021, 2022, và 2023). Đội thể thao của trường đại học xếp hạng 1 tại ACC với 23 chức vô địch NCAA nam và xếp thứ 2 trong hiệp hội thể thao trên với 10 chức vô địch NCAA nữ.
Dưới thời huấn luyện viên Tony Bennett, ông đã giúp phục hưng bộ môn bóng rổ và giúp trường đại học giành chức vô địch NCAA năm 2019, vô địch các giải đấu ACC năm 2014 (thắng tuyển trường Duke) và 2018 (thắng tuyển trường North Carolina), và thường xuyên giành chức vô địch mùa giải các năm 2014, 2015, 2018, và 2019. Đại học Virginia đã trở thành ngôi trường thứ 3 trong lịch sử ACC thắng 30 trận trở lên trong các mùa thể thao liên tiếp. Sân nhà của Đại học Virginia là John Paul Jones Arena được coi là một trong những trận lượt đi đáng sợ hơn đối với các đội kình địch. Đội bóng rổ nữ chỉ thiếu Giải vô địch NCAA (NCAA Championship) vào năm 1990 khi thua trận tranh chức vô địch trong hiệp phụ.
Các chương trình bóng vợt nam và nữ của Đại học Virginia là hai trong số các chương trình nổi trội nhất trong lịch sử của môn thể thao này khi mang lại 10 trong số 29 chức vô địch NCAA mà trường đại học đạt được. Tổng cộng, cả 2 đội đã mang về 11 chức vô địch cấp quốc gia cho trường đại học trước khi tổ chức NCAA bắt đầu quy trình giám sát mới. Huấn luyện viên trưởng đội vô địch nam NCAA 2019 và 2021 là Lars Tiffany đã đưa Đại học Virginia trở lại các giải vô địch sau khi huấn luyện viên Dom Starsia nghỉ hưu với tư cách là người dẫn đầu ACC trong các trận thắng bóng vợt nam mọi thời đại. Cả 3 huấn luyện viên trưởng của Đại học Virginia trước khi Tiffany nhậm chức được xếp hạng (tính đến năm 2019) trong top 20 huấn luyện viên có nhiều chiến thắng trong sự nghiệp của mình. Huấn luyện viên trưởng 3 lần vô địch NCAA Julie Myers dẫn dắt đội bóng vợt nữ. Dưới sự hướng dẫn của bà, trường đại hoc là nơi duy nhất đủ điều kiện có 24 suất tham dự Giải đấu NCAA liên tiếp tính đến năm 2019.
Đội bóng chày của trường dưới sự dẫn dắt của huấn luyện viên Brian O'Connor cũng đã đạt được thành công vang dội. Đại học Virginia đã kết thúc với vị trí á quân cấp quốc gia trong College World Series năm 2014 và trở lại để giành giải quán quân trong College World Series năm 2015. Đại học này cũng đã tổ chức 5 sự kiện giải đấu Siêu khu vực NCAA (NCAA Super Regional Tournament) tại sân nhà Davenport Field.
Chương trình quần vợt nam của trường đã 3 lần liên tiếp giành được Giải vô địch NCAA vào các năm 2015–2017. Trường giành chức vô địch đầu tiên ở bộ môn này vào năm 2013. Đội của trường cũng đã giành được chức vô địch liên tiếp vào năm 2022 và 2023. Chương trình huấn luyện tại trường thường xuyên tiếp nhận các tài năng quốc tế kết hợp với tuyển thủ quần vợt tài năng từ các trường trung học phổ thông tại Virginia (thường là khu vực Bắc Virginia).
Đội tuyển việt dã nữ của Đại học Virginia đã giành chức vô địch việt dã hạng I dành cho nữ tại NCAA (Women's Division I Cross Country Championship) vào các năm 1981 và 1982 cũng như giành được Giải Vô địch trong nhà hạng I (Women's Division I Indoor Championship).
Đội bơi và lặn nữ đã giành chức vô địch NCAA đầu tiên vào năm 2021. Đội tuyển nữ cùng đã lặp lại thành tích này trong 2 năm liên tiếp là 2022 và 2023.

### Kình địch
Tổ chức ACC chính thức chọn các đội tuyển kình địch của Đại học Virginia bao gồm: Virginia Tech và Louisville. Các cuộc so tài giữa trường đại học và hai đội trên được đảm bảo luôn diễn ra hàng năm trong một trận đấu cho tất cả các môn thể thao, và một loạt các trận đấu bóng rổ nam và nữ trên cả sân nhà và sân khách. Các Cavaliers của Đại học Virginia đã thi đấu với Hokies (biệt danh của các đội thể thao trường Virginia Tech) trong Thử thách Khối thịnh vượng chung (Commonwealth Challenge), và gần đây hơn là thi đấu trong Cuộc chạm trán Khối thịnh vượng chung (Commonwealth Clash) với các điều luật mới cho nhiều môn thể thao mà 2 trường thi đấu đối đầu. Cavaliers đã thắng 2–0 trước Hokies trong trận Thử thách và 3–2 trong trận Cuộc chạm trán với tỷ số 5–2 chung cuộc. Có lẽ hai trận đối đầu quan trọng nhất diễn ra giữa các Cavaliers và Hokies đều ở môn bóng rổ nam vào ngày 1 tháng 3 năm 2007 và ngày 15 tháng 1 năm 2019. Trước đây, 2 đội đã gặp nhau với thành tích giống hệt nhau (10–4 trên bảng điểm của ACC) và đội thắng sẽ giành được một phần của chức vô địch đại hội tại mùa giải thường niên. Đại học Virginia đã thắng trận đấu với tỷ số 69–56 và giành lấy danh hiệu thứ 5 trong số 10 danh hiệu ACC. Ở trận đấu sau đó, hạt giống số 4 là Đại học Virginia đã đánh bại hạt giống số 9 Virginia Tech với tỷ số 81–59 trong cuộc gặp duy nhất giữa 2 đội thuộc Top 10 AP (một bảng thăm dò ý kiến của Associated Press) trong lịch sử đối đầu.
Tổ chức ACC thường được coi là tổ chức bộ môn bóng rổ bậc đại học tốt nhất, và Đại học Virgnia đã dẫn đầu loạt trận đấu bóng rổ chính thức tại ACC sau khi thằng với Virginia Tech (tỷ số 96–56) và Louisville (tỷ số 15–4) tính đến năm 2019. Một loạt trận đấu khá gây cấn nhưng không cân bằng giữa huấn luyện viên Tony Bennett của Đại học Virginia và huấn luyện viên Rick Pitino của Đại học Louisville đã ghi nhận Bennett thắng 5 trong 6 trận trước khi sự nghiệp tại Đại sảnh Danh vọng (Hall of Fame) của Pitino kết thúc sau vụ bê bối tại Louisville. Các cuộc so tài bóng rổ đáng chú ý khác bao gồm các cuộc so tài với các tuyển từ trường North Carolina và Maryland. Đáng chú ý là trận tranh chức vô địch giải đấu ACC năm 1982, nơi huấn luyện viên Dean Smith từ Đại học North Carolina có đội gồm các ngôi sao NBA tương lai (như Michael Jordan và James Worthy) giữ bóng trong bảy phút trước đội Virginia có Ralph Sampson. Sự việc này đã dẫn đến sự ra đời của các nội quy mới như đồng hồ bấm giờ và đường ba điểm trên sân bóng rổ. Các trận đấu với Đại học Maryland hiện hầu như không quá sôi nổi, nhưng nhiệt lượng của các trận đấu đã dần được khơi lại qua các trận đối đầu năm 2014 và 2018 ở Thử thách ACC – Big Ten (ACC–Big Ten Challenge), với cả 2 trận Thử thách đều nghiên về Cavaliers tại sân nhà của Maryland ở College Park.
Bóng vợt nam Đại học Virginia, với tư cách là một trong những chương trình NCAA hay nhất mọi thời đại, có sự cạnh tranh chức vô địch với tuyển trường Syracuse - một trường cũng thuộc ACC. Cả Cavaliers và Orange (biệt danh các đội thể thao của Đại học Syracuse) giữ tổng cộng 18 chức vô địch NCAA và đều có sự cạnh tranh với các đội khác trong Big Ten như Johns Hopkins và Maryland. Các trận đấu kỳ địch giữa Syracuse và Johns Hopkins diễn ra ít nhất 1 lần mỗi mùa (Syracuse đấu 2 lần với Johns Hopkins vào năm 2021), và các đội thường đối đầu 2 - 3 lần trong các Giải đấu ACC và NCAA. Bóng vợt nữ Virginia cũng nhiều lần tham dự Giải vô địch NCAA và duy trì một số cuộc so tài tương tự.
Đội bóng bầu dục Virginia thi đấu với tuyển North Carolina trong Cuộc so tài Bóng Bầu dục Lâu đời nhất miền Nam (South's Oldest Rivalry) - tên gọi chung cho các trận đấu giữa hai trường. Vào năm 1924, Tổng thống đương nhiệm của Hoa Kỳ là Calvin Coolidge đã dành thời gian đến tham dự trận bóng bầu dục lịch sử tại Charlottesville. Những năm 1960 và 1970 là những thập kỷ đặc biệt đen tối đối với chương trình bóng bầu dục của trường đại học. Sau đó, vào những năm 1980 và 1990, chương trình thể thao này đã được hồi sinh dưới thời huấn luyện viên George Welsh. Huấn luyện viên người xứ Wales đã dẫn đội bóng đến chiến thắng tại giải Peach Bowl năm 1984. Welsh, người thậm chí đã đạt thứ hạng số 1 AP vào tháng 10 năm 1990, đã ghi tên mình trên Đại sảnh Danh vọng Bóng bầu dục Đại học (College Football Hall of Fame) sau khi đạt được tổng các trận thắng nhiều thứ 2 trong lịch sử ACC chỉ sau huấn luyên viên Bobby Bowden. Trong một cuộc so tài lịch sử giữa 2 huấn luyện viên huyền thoại là Welsh và Frank Beamer của Virginia Tech, vị chỉ huy xứ Wales đã kết thúc trận đấu trong loạt trận đối đầu với tỷ số 8–6. Ông cũng chiếm ưu thế trước Đại học North Carolina trong Giải đấu lâu đời nhất miền Nam khi kết thúc với kết quả 13–5–1 và trong đó có thành tích hoàn hảo 10–0 trước North Carolina tại Sân vận động Scott.

### Tài trợ thể thao
Vào năm 2015, Đại học Virginia đã thương lượng một bản hợp đồng tài trợ thời hạn 10 năm với công ty Nike. Theo bản cam kết, các đội thể thao của trường đại học sẽ nhận được tổng cộng 3,5 triệu đô la mỗi năm.

## Các giảng viên và cựu học sinh tiêu biểu

### Giảng viên
Các giảng viên tại Đại học Virgina ban đầu được sắp xếp sinh sống trong Làng Đại học cùng với các sinh viên và đóng vai trò vừa là người hướng dẫn và vừa là cố vấn. Dần dần, các giảng viên được sắp xếp sống tại các tòa nhà khác như khu Ký túc xá Đường McCormick. Vai trò cố vấn của các giảng viên tại trường sau này đã bị loại bỏ dần để ủng hộ việc tuyển các nhân viên chuyên cố vấn nội trú cho sinh viên bậc đại học (Resident advisors hay RAs). Ngày nay, một số giảng viên vẫn tiếp tục truyền thống của trường là sống trong khu Grounds, hay các tòa nhà Pavillons của khu Lawn, hay tại 1 trong 3 trường cao đẳng ký túc (Cao đẳng Brown tại Đồi Monroe, Cao đẳng Hereford, và Cao đẳng Ký túc Quốc tế) của Đại học Virginia.
Đội ngũ giảng viên của Đại học bao gồm 1 người đã từng đoạt Huy chương Nhân văn Quốc gia (National Humanities Medal), 1 người đoạt Huân chương Nghệ thuật Quốc gia (National Medal of Arts), 1 người từng giữ chức Nhà thơ Hoa Kỳ (United States Poet Laureate), 1 người từng được trao tặng Huân chương Công giáo Isabella (Order of Isabella the Catholic), 25 nghiên cứu sinh Guggenheim, 26 nghiên cứu sinh Fulbright, 6 nghiên cứu sinh của Quỹ Nhân văn Quốc gia (National Endowment for the Humanities), 2 người đạt giải thưởng Tổng thống cho Điều tra viên Trẻ (Presidential Young Investigator Award ), 3 người đoạt giải thưởng Sloan tại Liên hoan phim Sundance, 3 người đoạt giải thưởng Packard Foundation (Packard Foundation Award), và 1 người đoạt giải Nobel Sinh lý học hoặc Y học năm 2005. Giáo sư vật lý James McCarthy là cố vấn học thuật hàng đầu của chính phủ trong việc thành lập mạng lưới máy tính Suranet, và trường đại học cũng đã tham gia vào các mạng lưới khác như ARPANET, Abilene, Internet2, và Lambda Rail. Vào ngày 19 tháng 3 năm 1986, tên miền của trường đại học là VIRGINIA.EDU đã trở thành đăng ký .edu đầu tiên có nguồn gốc từ bang Virginia dưới tên miền cấp cao nhất để trở thành World Wide Web.
Larry Sabato, theo The Wall Street Journal và The Washington Post, đã trở thành giáo sư được trích dẫn nhiều nhất trong nước bởi các tổ chức tin tức quốc gia và khu vực, cả trên Internet và báo in. Nhà hoạt động dân quyền Julian Bond, giáo sư Khoa Lịch sử Corcoran từ năm 1990 đến năm 2012, là Chủ tịch của Hiệp hội Quốc gia vì Sự Tiến bộ của Người Da Màu (National Association for the Advancement of Colored People hay NAACP) từ năm 1998 đến năm 2009 và được chọn tổ chức hội nghị những người đoạt giải Nobel năm 1998.

### Cựu sinh viên
Tính đến tháng 12 năm 2014, Đại học Virginia có 221.000 sinh viên tốt nghiệp vẫn còn sống. Theo một nghiên cứu của các nhà nghiên cứu tại Trường Darden và Đại học Stanford, cựu sinh viên của trường đại học đã thành lập hơn 65.000 công ty, tuyển dụng 2,3 triệu người trên toàn thế giới với doanh thu toàn cầu hàng năm là 1,6 nghìn tỷ đô la. Ước tính cho thấy các công ty do cựu sinh viên Đại học Virginia thành lập đã tạo ra 371.000 việc làm chỉ riêng tại bang Virginia. Qua các con số trên, số tiền hỗ trợ giáo dục tương đối nhỏ từ chính phủ bang Virgnia được xác định là có tỷ suất hoàn vốn cao.
Học bổng Rhodes (Rhodes Scholarships) là giải thưởng quốc tế bậc sau đại học được trao cho sinh viên theo học tại Đại học Oxford. Kể từ khi chương trình học bổng bắt đầu vào năm 1904, Đại học Virginia đã có 55 học giả Rhodes, nhiều nhất trong số các trường đại học ở miền Nam nước Mỹ, đứng thứ 8 trong tổng thể và đứng thứ 3 trong các trường không thuộc khối Ivy League (sau Đại học Stanford và Học viện Quân sự Hoa Kỳ).
8 phi hành gia và giám đốc phóng của NASA là cựu sinh viên của Đại học Virginia. Những nhân vật này là: Karl Gordon Henize, Bill Nelson, Thomas Marshburn, Leland Melvin, Jeff Wisoff, Kathryn Thornton, Patrick Forrester, và Micheal Leinbach.
Giải thưởng Pulitzer đã được trao cho 8 cựu sinh viên của trường đại học là: Edward P. Jones, Ron Suskind, Virginius Dabney, Claudia Emerson, Henry Taylor, Lane DeGregory, George Rodrigue, và Michael Vitez.
Các nhà lãnh đạo chính phủ đã từng là sinh viên của trường bao gồm: Tổng thống thứ 28 của Hoa Kỳ Woodrow Wilson (người đã nhập học một khoảng thời gian trước khi chuyển trường), cựu Công tố viên đặc biệt và Giám đốc FBI Robert Mueller; Tổng thư ký NATO Javier Solana; Chủ tịch Hạ viện Hoa Kỳ Robert M. T. Hunter; các Thượng nghị sĩ Hoa Kỳ được biết đến rộng rãi là Harry Byrd, Robert F. Kennedy và Ted Kennedy; Chánh án người Mỹ gốc Phi đầu tiên của Tòa án Tối cao bang Virginia Leroy Hassell; Phó Thủ hiến Tòa án bang Delaware J. Travis Laster; Các Thẩm phán Tòa án Tối cao Hoa Kỳ Howell Edmunds Jackson, James Clark McReynolds, và Stanley Forman Reed; Chủ tịch Tòa án Tối cao Israel Asher Grunis; và Thủ tướng kiêm Tổng thống của Chính phủ Bắc Dương, Nhan Huệ Khánh.
30 Thống đốc tiểu bang hoặc lãnh thổ của Hoa Kỳ đã tốt nghiệp từ Đại học Virginia, bao gồm 15 Thống đốc của Virginia và 15 Thống đốc của các tiểu bang và vùng lãnh thổ khác của Hoa Kỳ.
Xếp hạng cựu sinh viên của Đại học Virginia cũng bao gồm những người khác đã đạt được danh tiếng trong các lĩnh vực khác như: nhà tiên phong khoa học máy tính John Backus; nhà thám hiểm vùng cực Richard Byrd; các nhà khoa học Walter Reed, Stuart Schreiber, Daniel Barringer, Richard Lutz và Francis Collins; nghệ sĩ Edgar Allan Poe và Georgia O'Keeffe; nhạc sĩ Stephen Malkmus và Boyd Tinsley; tỷ phú tự thân Paul Tudor Jones; phát thanh viên tin tức quốc gia Katie Couric và Brit Hume; diễn viên Tina Fey và Ben McKenzie; Đội trưởng đội Olympic Hoa Kỳ John Harkes, Dawn Staley và Claudio Reyna; vận động viên với thành tích NBA All-Star MVP Ralph Sampson; vận động viên bóng rổ thứ 8 trong nhóm 50–40–90 danh giá của NBA Malcolm Brogdon; nhà vô địch FIFA Women's World Cup 2 lần là Becky Sauerbrunn, Emily Sonnett và Morgan Brian; và diễn viên lồng tiếng Sam Riegel.